# Iluminismo

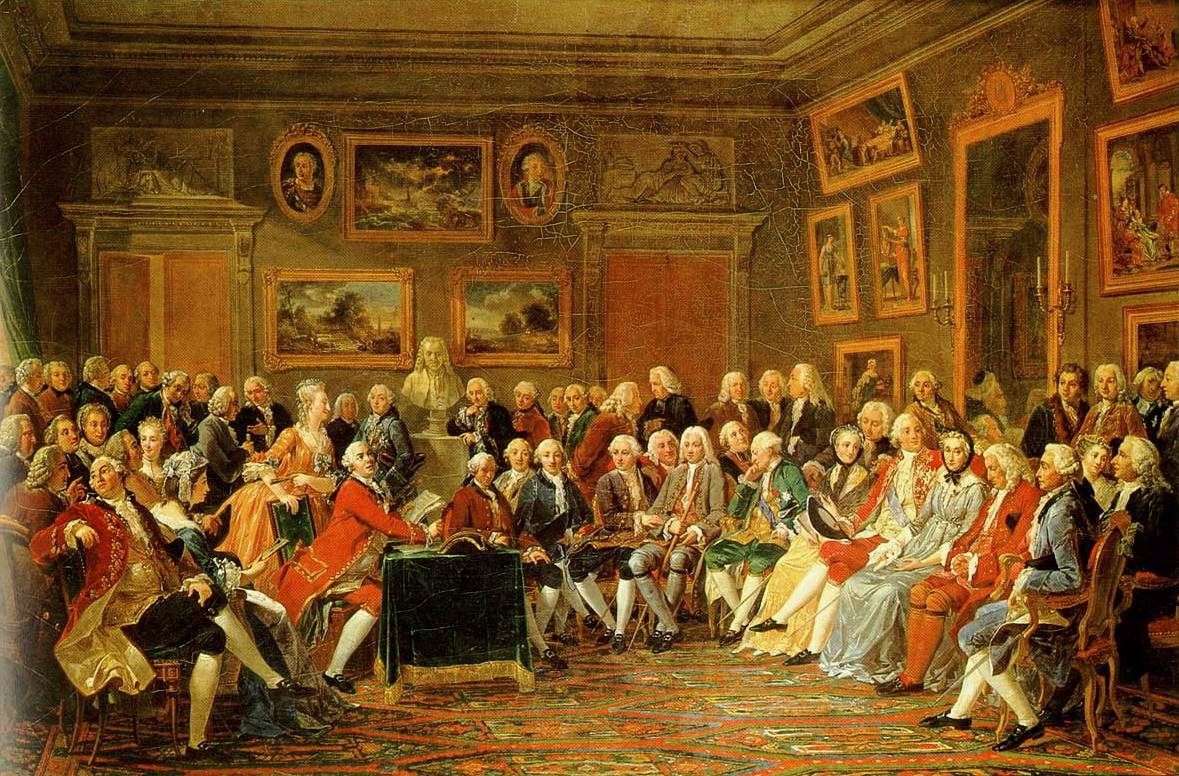
Leitura da tragédia de Voltaire, O Órfão da China, no salão de Marie Thérèse Rodet Geoffrin em 1755, por Anicet Charles Gabriel Lemonnier, c. 1812

Iluminismo (também chamado de Séculos das Luzes, Século da Razão, Ilustração e Esclarecimento) foi o movimento intelectual e filosófico que ocorreu na Europa nos séculos XVII e XVIII. Apresentou uma série de ideias sociais centradas no valor do conhecimento aprendido por meio do racionalismo e do empirismo e ideais políticos como o direito natural, a liberdade e o progresso, a tolerância, a fraternidade, o governo constitucional e a separação formal entre Igreja e Estado.
O Iluminismo foi precedido e se sobrepõe à Revolução Científica e ao trabalho de Johannes Kepler, Galileu Galilei, Francis Bacon, Pierre Gassendi e Isaac Newton, entre outros, bem como à filosofia racionalista de Descartes, Hobbes, Spinoza, Leibniz e John Locke. Alguns datam o início do Iluminismo com a publicação do Discurso sobre o Método, de René Descartes, em 1637, com seu método de desacreditar sistematicamente em tudo, a menos que houvesse uma razão bem fundamentada para aceitá-lo, e apresentando seu famoso ditado, Cogito, ergo sum ("Penso, logo existo"). Outros citam a publicação dos Principia Mathematica de Isaac Newton (1687) como o ponto culminante da Revolução Científica e o início do Iluminismo. Os historiadores europeus tradicionalmente datam seu início com a morte de Luís XIV da França em 1715 e seu fim com a eclosão da Revolução Francesa em 1789. Muitos historiadores datam agora o fim do Iluminismo como o início do século XIX, sendo o último ano proposto a morte de Immanuel Kant em 1804. Na realidade, períodos históricos não têm datas de início ou término claramente definidas.
Filósofos e cientistas do período divulgaram amplamente suas ideias por meio de reuniões em academias científicas, lojas maçônicas, salões literários, cafés e em livros impressos, periódicos e panfletos. As ideias do Iluminismo minaram as autoridades monárquicas e religiosas e abriram caminho para as revoluções políticas dos séculos XVIII e XIX. Uma variedade de movimentos do século XIX, incluindo o liberalismo, o socialismo e o neoclassicismo, remontam a sua herança intelectual ao Iluminismo.
As doutrinas centrais do Iluminismo eram a liberdade individual e a tolerância religiosa, em oposição à monarquia absoluta e ao poder das autoridades religiosas. O Iluminismo foi marcado por uma crescente consciência da relação entre a mente e a mídia cotidiana do mundo e por uma ênfase no método científico e no reducionismo, juntamente com um questionamento crescente da ortodoxia religiosa - uma atitude capturada pelo ensaio de Kant Respondendo à pergunta: O que é o Iluminismo?, onde a frase sapere aude ('ousar saber') pode ser encontrada.

## Intelectuais influentes
A Era do Iluminismo foi precedida e intimamente associada à Revolução Científica. Os primeiros filósofos cujo trabalho influenciou o Iluminismo incluem Francis Bacon, Pierre Gassendi, René Descartes, Thomas Hobbes, Baruch Spinoza, John Locke, Pierre Bayle e Gottfried Wilhelm Leibniz. Algumas das principais figuras do período incluem Cesare Beccaria, George Berkeley, Denis Diderot, David Hume, Immanuel Kant, Lord Monboddo, Montesquieu, Jean-Jacques Rousseau, Adam Smith, Hugo Grotius e Voltaire.
Uma publicação influente do Iluminismo foi a Encyclopédie (Enciclopédia). Publicado entre 1751 e 1772 em 35 volumes, foi compilado por Diderot, Jean le Rond d'Alembert e uma equipe de 150 pessoas. A obra ajudou a espalhar as ideias do Iluminismo por toda a Europa e além.

## Tópicos

### Filosofia

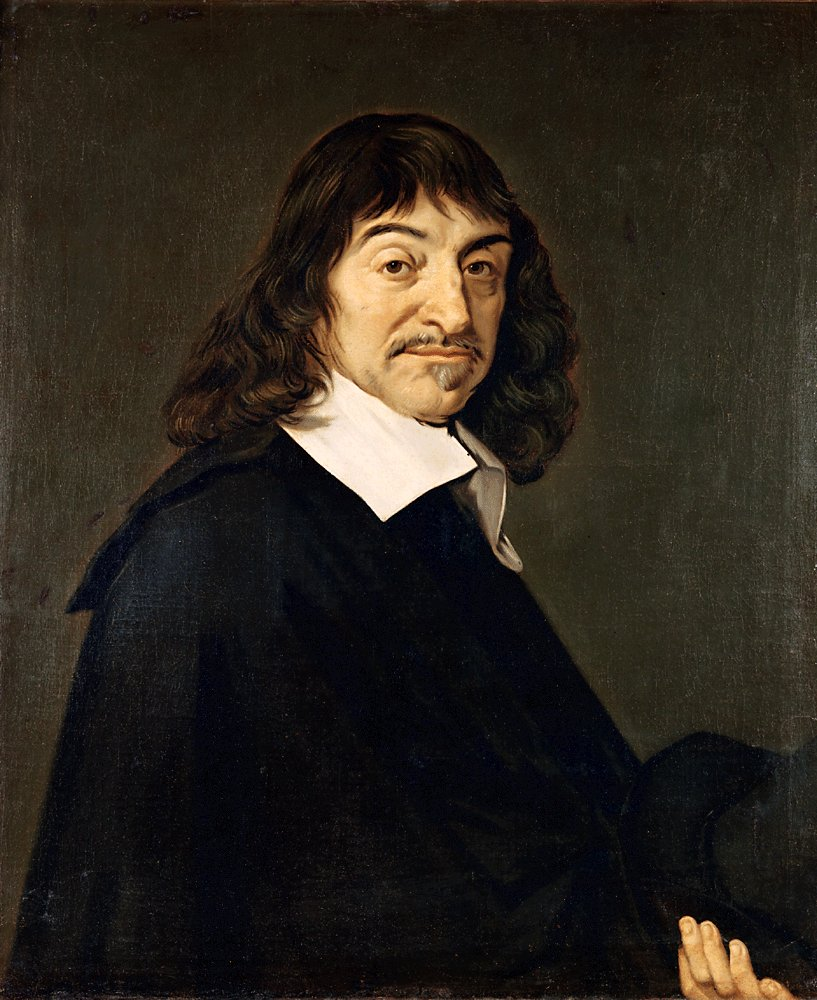
René Descartes, amplamente considerado uma figura seminal no surgimento da filosofia e da ciência modernas

O empirismo de Bacon e a filosofia racionalista de Descartes lançaram as bases para o pensamento iluminista. A tentativa de Descartes de construir as ciências sobre uma base metafísica segura não foi tão bem-sucedida quanto seu método de dúvida aplicado em áreas filosóficas, levando a uma doutrina dualista de mente e matéria. Seu ceticismo foi refinado pelo Ensaio acerca do Entendimento Humano (1690), de Locke, e pelos escritos de Hume na década de 1740. O seu dualismo foi desafiado pela afirmação intransigente de Espinoza sobre a unidade da matéria nas obras Tractatus (1670) e Ética (1677).
Segundo Jonathan Israel, estes estabeleceram duas linhas distintas de pensamento iluminista: primeiro, a variedade moderada, seguindo Descartes, Locke e Christian Wolff, que buscava acomodação entre a reforma e os sistemas tradicionais de poder e fé, e, segundo, o Iluminismo Radical, inspirado na filosofia de Espinoza, defendendo a democracia, a liberdade individual, a liberdade de expressão e a erradicação da autoridade religiosa. A variedade moderada tendia a ser deísta, enquanto a tendência radical separava inteiramente a base da moralidade da teologia. Ambas as linhas de pensamento acabaram por ser combatidas por um contrailuminismo conservador que procurava um regresso à fé.
Em meados do século XVIII, Paris se tornou o centro da atividade filosófica e científica, desafiando doutrinas e dogmas tradicionais. Após o Édito de Fontainebleau em 1685, a relação entre a igreja e o governo absolutista ficou muito forte. O iluminismo inicial surgiu em protesto a estas circunstâncias, ganhando terreno com o apoio de Madame de Pompadour, amante de Luís XV. Chamado de Siècle des Lumières, o movimento filosófico do Iluminismo já havia começado no início do século XVIII, quando Pierre Bayle lançou a crítica popular e acadêmica do Iluminismo à religião. Como cético, Bayle aceitava apenas parcialmente a filosofia e os princípios da racionalidade. Ele traçou uma fronteira rígida entre moralidade e religião. O rigor de seu Dictionnaire Historique et Critique influenciou muitos dos enciclopedistas iluministas. Em meados do século XVIII, o Iluminismo francês encontrou um foco no projeto da Encyclopédie. O movimento filosófico foi liderado por Voltaire e Rousseau, que defendiam uma sociedade baseada na razão e não na fé e na doutrina católica, uma nova ordem civil baseada na lei natural e uma ciência baseada em experimentos e observações. O filósofo político Montesquieu introduziu a ideia de separação de poderes em um governo, um conceito que foi adotado com entusiasmo pelos autores da Constituição dos Estados Unidos. Embora os filósofos do Iluminismo francês não fossem revolucionários e muitos fossem membros da nobreza, suas ideias desempenharam um papel importante em minar a legitimidade do Antigo Regime e moldar a Revolução Francesa.

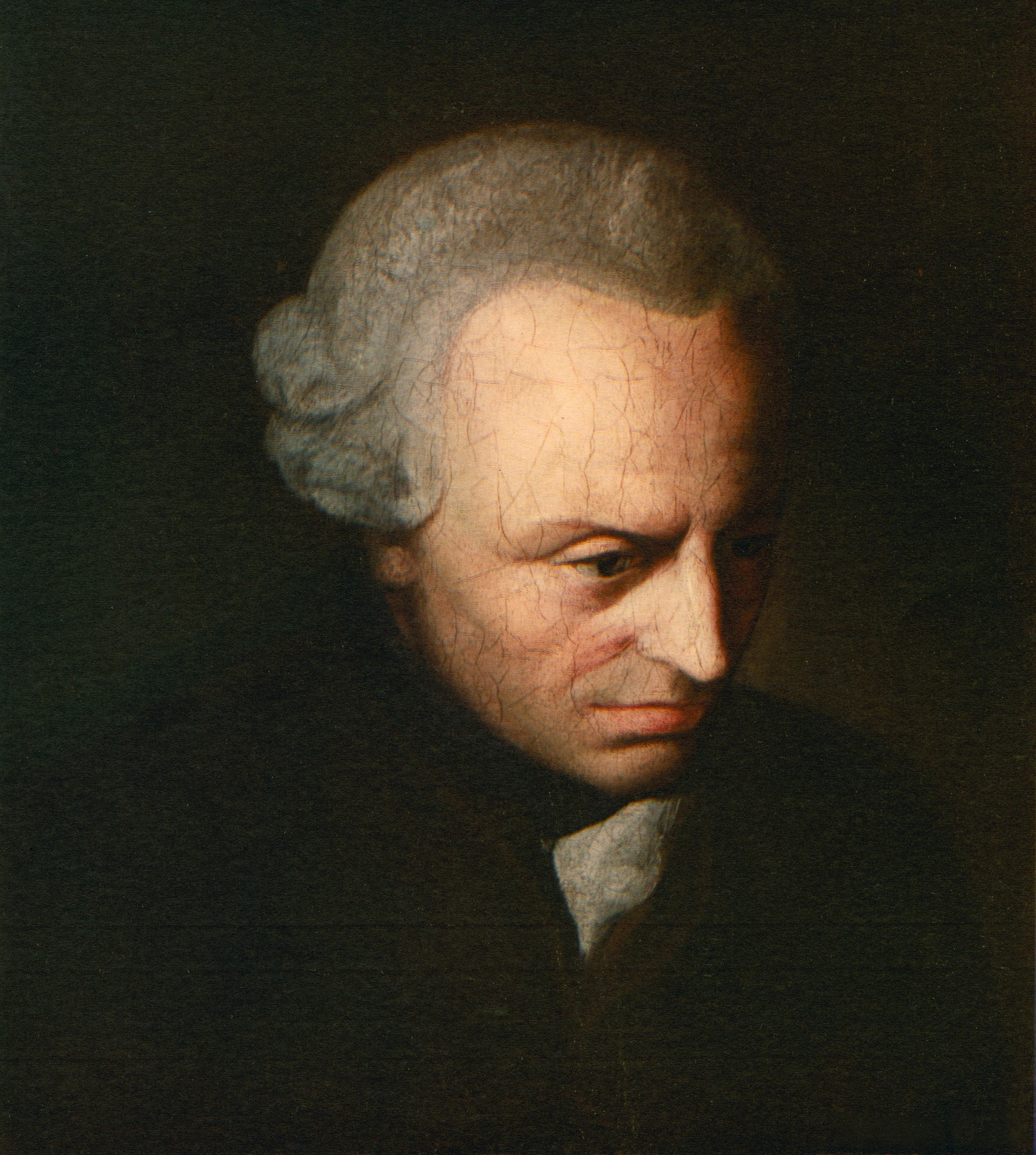
Filósofo alemão Immanuel Kant, uma das figuras mais influentes do Iluminismo e da filosofia moderna

Francis Hutcheson, um filósofo moral e figura fundadora do Iluminismo escocês, descreveu o princípio utilitário e consequencialista de que a virtude é aquilo que proporciona, em suas palavras, "a maior felicidade para o maior número". Muito do que está incorporado no método científico (a natureza do conhecimento, evidência, experiência e causalidade) e algumas atitudes modernas em relação à relação entre ciência e religião foram desenvolvidas pelos protegidos de Hutcheson em Edimburgo: David Hume e Adam Smith.
Kant tentou conciliar o racionalismo e a crença religiosa, a liberdade individual e a autoridade política, bem como traçar uma visão da esfera pública através da razão privada e pública. A obra de Kant continuou a moldar o pensamento alemão e, na verdade, toda a filosofia europeia, até ao século XX.
Mary Wollstonecraft foi uma das primeiras filósofas feministas da Inglaterra. Ela defendia uma sociedade baseada na razão e que tanto as mulheres quanto os homens deveriam ser tratados como seres racionais. Ela é mais conhecida por sua obra A Vindication of the Rights of Woman (1791).

### Ciência

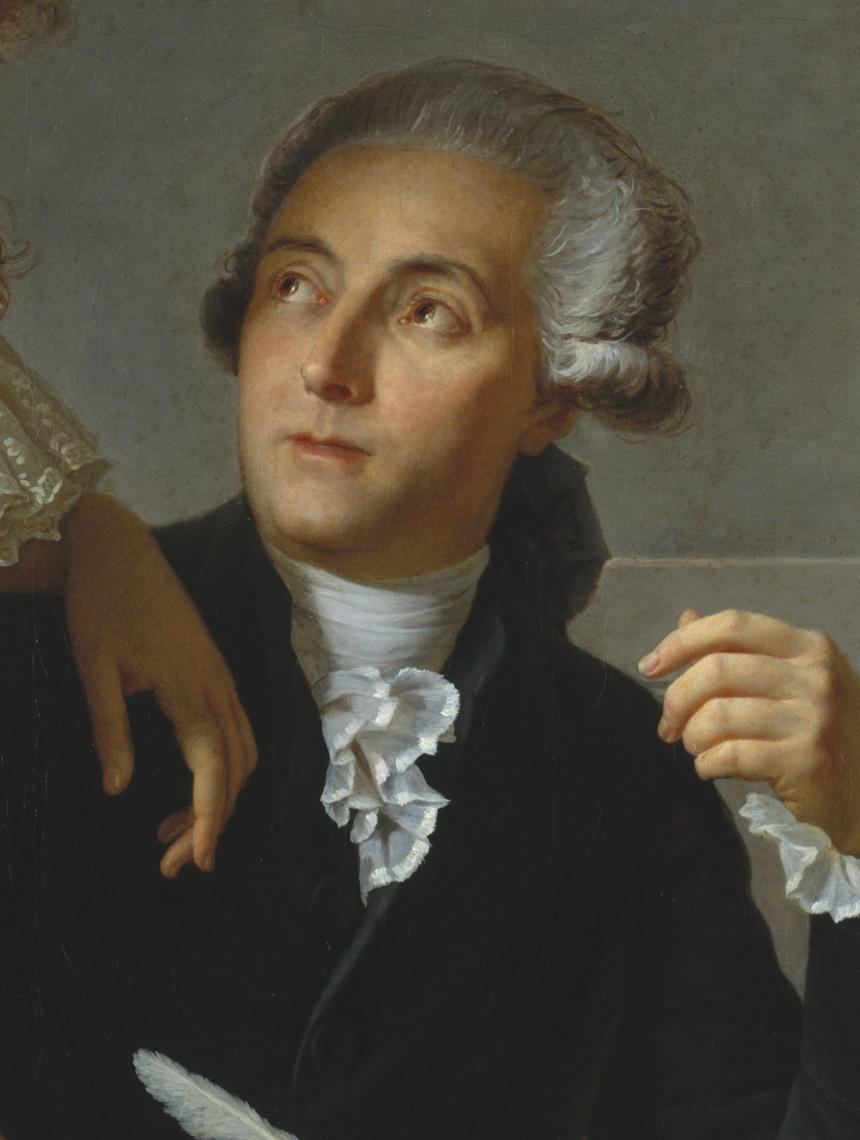
Antoine Lavoisier

A ciência desempenhou um papel importante no discurso e no pensamento iluminista. Muitos escritores e pensadores do período tinham formação em ciências e associavam o avanço científico à derrubada da religião e da autoridade tradicional em favor do desenvolvimento da liberdade de expressão e pensamento. Houve resultados práticos imediatos. As experiências de Antoine Lavoisier foram usadas para criar as primeiras fábricas químicas modernas em Paris e as experiências dos irmãos Montgolfier permitiram-lhes lançar o primeiro voo tripulado num balão de ar quente em 1783.
Em termos gerais, a ciência iluminista valorizava muito o empirismo e o pensamento racional e estava inserida no ideal de avanço e progresso. O estudo da ciência, sob o título de filosofia natural, foi dividido em física e um agrupamento conglomerado de química e história natural, que incluía anatomia, biologia, geologia, mineralogia e zoologia. Tal como acontece com a maioria das visões iluministas, os benefícios da ciência não eram vistos universalmente: Rousseau criticava as ciências por distanciarem o homem da natureza e não operarem para tornar as pessoas mais felizes.
A ciência durante o Iluminismo era dominada por sociedades e academias científicas, que substituíram amplamente as universidades como centros de pesquisa e desenvolvimento científico e foram a espinha dorsal do amadurecimento da profissão científica. As academias e sociedades científicas surgiram da Revolução Científica como criadoras do conhecimento científico, em contraste com a escolástica da universidade. Algumas sociedades criaram ou mantiveram ligações com universidades, mas fontes contemporâneas distinguiram as universidades das sociedades científicas ao afirmar que a utilidade da universidade estava na transmissão de conhecimento, enquanto as sociedades funcionavam para criar conhecimento. À medida que o papel das universidades na ciência institucionalizada começou a diminuir, as sociedades científicas se tornaram a pedra angular da ciência organizada. Algumas foram criadas pelo Estado para fornecer conhecimentos técnicos.
A maioria das sociedades recebeu permissão para supervisionar suas próprias publicações, controlar a eleição de novos membros e a administração da sociedade. No século XVIII, um grande número de academias e sociedades oficiais foram fundadas na Europa e, em 1789, havia mais de 70 sociedades científicas oficiais. Em referência a este crescimento, Bernard de Fontenelle cunhou o termo “a Era das Academias” para descrever o século XVIII.
Outro desenvolvimento importante foi a popularização da ciência entre uma população cada vez mais alfabetizada. Os filósofos iluministas apresentaram ao público muitas teorias científicas, principalmente por meio da Encyclopédie e da popularização do newtonianismo por Voltaire e Émilie du Châtelet. Alguns historiadores marcaram o século XVIII como um período monótono na história da ciência.
A influência da ciência começou a aparecer mais comumente na poesia e na literatura. Alguns poemas foram impregnados de metáforas e imagens científicas, enquanto outros foram escritos diretamente sobre tópicos científicos. Richard Blackmore dedicou o sistema newtoniano aos versos em Criação, um poema filosófico em sete livros (1712). Após a morte de Newton em 1727, poemas foram compostos em sua homenagem durante décadas. James Thomson escreveu seu "Poema à Memória de Newton", onde elogiou sua ciência e legado.

### Sociologia, economia e direito

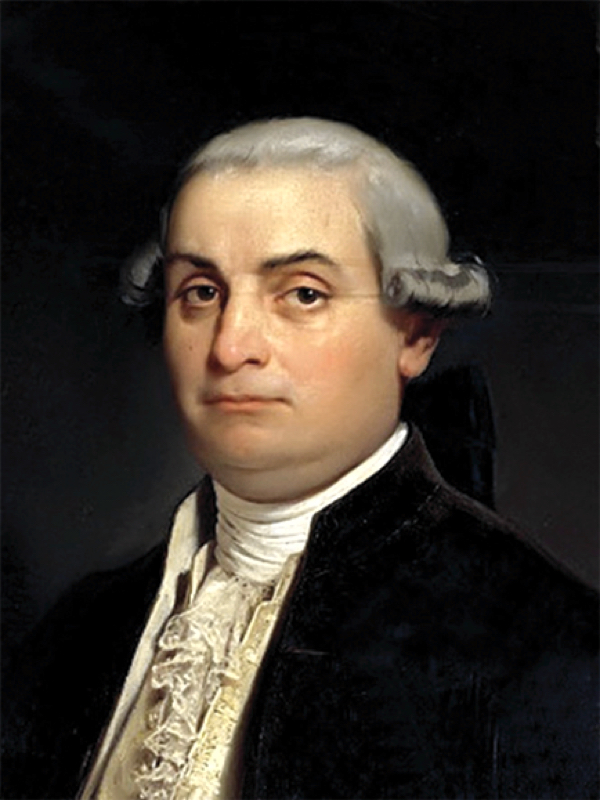
Cesare Beccaria, pai da teoria criminal clássica

Hume e outros pensadores iluministas escoceses desenvolveram uma "ciência do homem", que foi expressa historicamente em obras de autores como James Burnett, Adam Ferguson, John Millar e William Robertson, todos os quais fundiram um estudo científico de como os humanos se comportavam em culturas antigas e primitivas com uma forte consciência das forças determinantes da modernidade. A sociologia moderna originou-se em grande parte deste movimento e dos conceitos filosóficos de Hume que influenciaram diretamente James Madison (e, portanto, a Constituição dos EUA), e como popularizados por Dugald Stewart foram a base do liberalismo clássico.
Em 1776, Adam Smith publicou A Riqueza das Nações, frequentemente considerada a primeira obra sobre economia moderna, pois teve um impacto imediato na política económica britânica que continua até ao século XXI. Foi imediatamente precedido e influenciado pelos rascunhos de Reflexões sobre a Formação e Distribuição da Riqueza (1766), de Anne Robert Jacques Turgot. Smith reconheceu a dívida e possivelmente foi o tradutor original em inglês.
Beccaria, jurista, criminologista, filósofo e político e um dos grandes escritores do Iluminismo, tornou-se famoso pela sua obra-prima Dos Delitos e das Penas (1764), posteriormente traduzida para 22 línguas, que condenava a tortura e a pena de morte e foi uma obra fundadora no campo da penologia e da escola clássica de criminologia ao promover a justiça criminal. Francesco Mario Pagano escreveu estudos importantes como Saggi politici (Ensaios Políticos, 1783); e Considerazioni sul processo criminale (Considerações sobre o Processo Criminal, 1787), que o estabeleceram como uma autoridade internacional em direito penal.

### Política
O Iluminismo tem sido visto há muito tempo como a base da cultura política e intelectual ocidental moderna. Trouxe modernização política ao Ocidente, em termos de introdução de valores e instituições democráticas e da criação de democracias liberais modernas. Esta tese foi amplamente aceita pelos estudiosos e foi reforçada pelos estudos em larga escala de Robert Darnton, Roy Porter e, mais recentemente, de Jonathan Israel. O pensamento iluminista teve profunda influência no campo político. Governantes europeus como Catarina II da Rússia, José II da Áustria e Frederico II da Prússia tentaram aplicar o pensamento iluminista à tolerância religiosa e política, o que ficou conhecido como absolutismo esclarecido. Muitas das principais figuras políticas e intelectuais por trás da Revolução Americana associaram-se intimamente ao Iluminismo: Benjamin Franklin visitou a Europa repetidamente e contribuiu ativamente para os debates científicos e políticos lá e trouxe as ideias mais recentes de volta à Filadélfia; Thomas Jefferson seguiu de perto as ideias europeias e mais tarde incorporou alguns dos ideais do Iluminismo na Declaração da Independência; e Madison incorporou esses ideais na Constituição dos EUA durante sua elaboração em 1787.

#### Teorias de governo

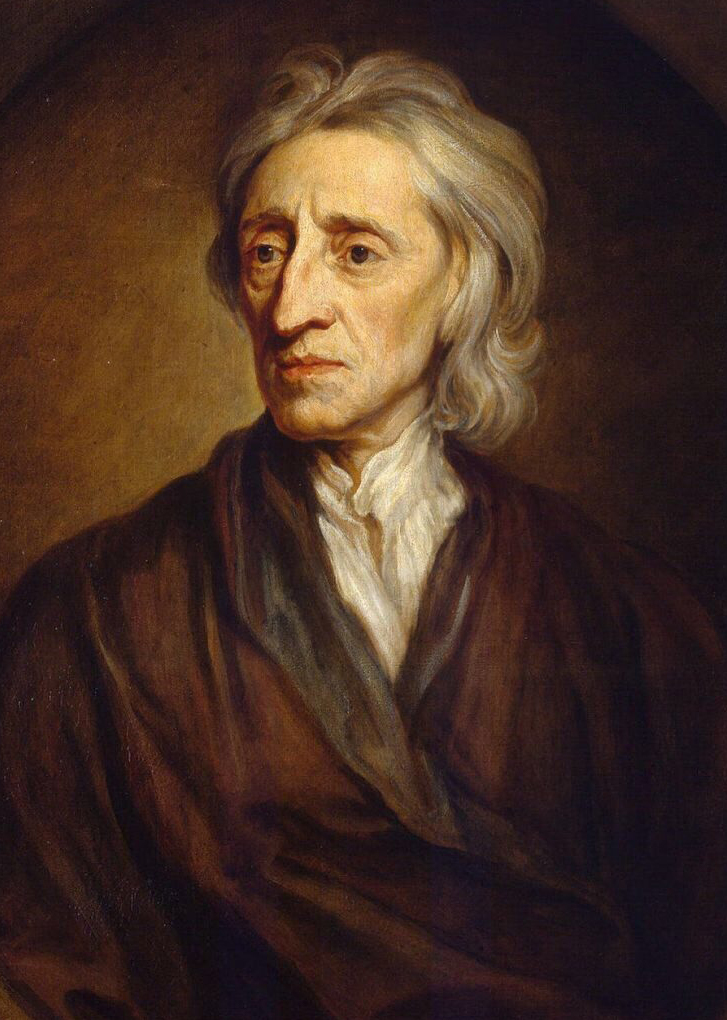
O filósofo John Locke argumentou que a autoridade do governo deriva de um contrato social e do consentimento dos governados

Locke, um dos pensadores iluministas mais influentes, baseou sua filosofia de governança na teoria do contrato social, um assunto que permeou o pensamento político iluminista. O filósofo inglês Thomas Hobbes inaugurou esse novo debate com sua obra Leviatã em 1651. Hobbes também desenvolveu alguns dos fundamentos do pensamento liberal europeu: o direito do indivíduo, a igualdade natural de todos os homens, o caráter artificial da ordem política (que levou à distinção posterior entre a sociedade civil e o Estado), a visão de que todo o poder político legítimo deve ser "representativo" e baseado no consentimento do povo e uma interpretação liberal da lei que deixa as pessoas livres para fazer tudo o que a lei não proíbe explicitamente.
Tanto Locke quanto Rousseau desenvolveram teorias de contrato social em Dois Tratados sobre o Governo e Discurso sobre a Desigualdade, respectivamente. Embora sejam trabalhos bastante diferentes, Locke, Hobbes e Rousseau concordam que um contrato social, no qual a autoridade do governo reside no consentimento dos governados, é necessário para que o homem viva em sociedade civil. Locke define o estado natural como uma condição na qual os humanos são racionais e seguem a lei natural, na qual todos os homens nascem iguais e com direito à vida, à liberdade e à propriedade. Entretanto, quando um cidadão quebra a lei da natureza, tanto o transgressor quanto a vítima entram em um estado de guerra, do qual é praticamente impossível se libertar. Portanto, Locke disse que os indivíduos entram na sociedade civil para proteger seus direitos naturais por meio de um "juiz imparcial" ou autoridade comum, como os tribunais. Em contraste, a concepção de Rousseau se baseia na suposição de que o "homem civil" é corrompido, enquanto o "homem natural" não tem nenhuma necessidade que ele não possa satisfazer por si mesmo. O homem natural só é retirado do estado de natureza quando se estabelece a desigualdade associada à propriedade privada.
Locke é conhecido por sua declaração de que os indivíduos têm direito à "Vida, Liberdade e Propriedade" e por sua crença de que o direito natural à propriedade é derivado do trabalho. Orientado por Locke, Anthony Ashley-Cooper, 3º Conde de Shaftesbury, escreveu em 1706: "Há uma Luz poderosa que se espalha pelo mundo, especialmente nas duas Nações livres da Inglaterra e da Holanda; para as quais os assuntos da Europa agora se voltam."
Alguns philosophes argumentaram que o estabelecimento de uma base contratual de direitos levaria ao mecanismo de mercado e ao capitalismo, ao método científico, à tolerância religiosa e à organização de estados em repúblicas autogovernadas por meios democráticos. Nesta visão, a tendência dos philosophes em particular de aplicar a racionalidade a todos os problemas é considerada a mudança essencial.

#### Absolutismo esclarecido

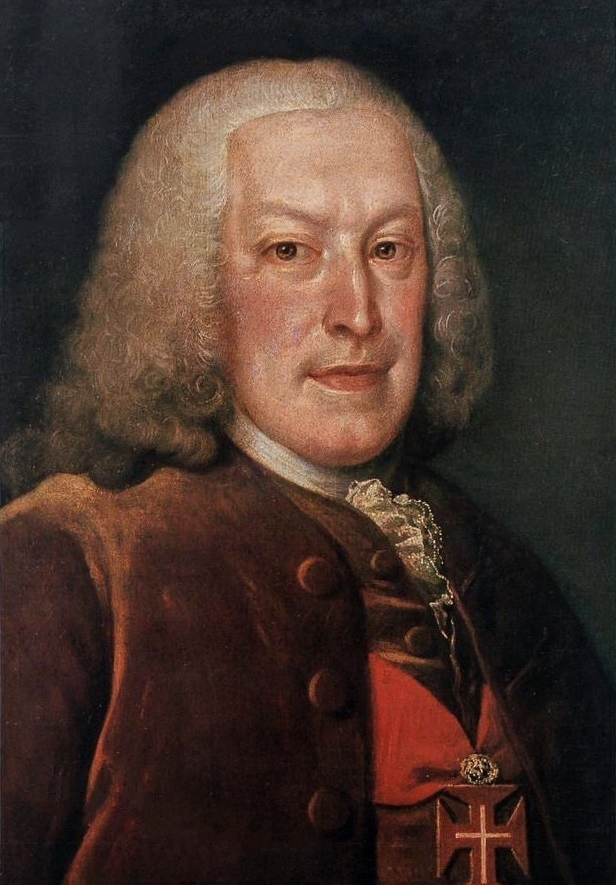
O Marquês de Pombal, como chefe do governo de Portugal, implementou amplas reformas socioeconômicas.

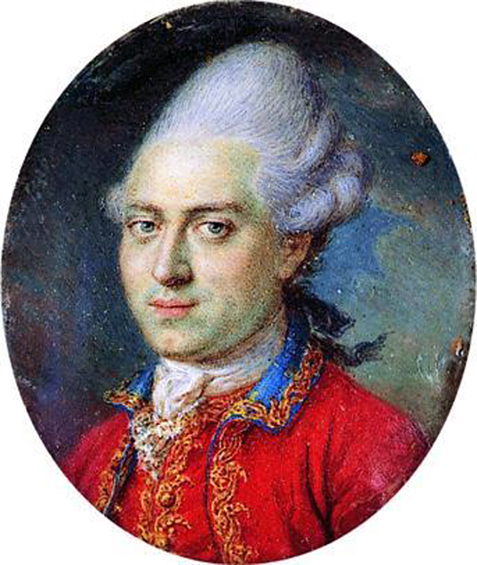
O ministro dinamarquês Johann Struensee, um reformador social, foi executado publicamente em 1772 por usurpar a autoridade real.

Os líderes do Iluminismo não eram especialmente democráticos, pois frequentemente olhavam para monarcas absolutos como a chave para impor reformas projetadas pelos intelectuais. Voltaire desprezava a democracia e dizia que o monarca absoluto deve ser esclarecido e agir conforme ditado pela razão e pela justiça — por outras palavras, ser um "rei-filósofo".
Em várias nações, os governantes receberam os líderes do Iluminismo na corte e pediram que ajudassem a elaborar leis e programas para reformar o sistema, geralmente para construir Estados mais fortes. Esses governantes são chamados de “déspotas esclarecidos” pelos historiadores. Entre eles estavam Frederico, o Grande, da Prússia, Catarina, a Grande, da Rússia, Leopoldo II da Toscana e José II do Sacro Império Romano-Germânico, sendo este último excessivamente entusiasmado, anunciando muitas reformas que tiveram pouco apoio, de modo que revoltas eclodiram e seu regime se tornou uma comédia de erros, com quase todos os seus programas revertidos. Os ministros Pombal, em Portugal, e Johann Friedrich Struensee, na Dinamarca, também governaram de acordo com os ideais do Iluminismo. Na Polônia, a constituição modelo de 1791 expressava os ideais do Iluminismo, mas ficou em vigor por apenas um ano antes que a nação fosse dividida entre seus vizinhos. Mais duradouras foram as conquistas culturais, que criaram um espírito nacionalista polonês.
Frederico, o Grande, rei da Prússia de 1740 a 1786, via-se como um líder do Iluminismo e patrocinava filósofos e cientistas em sua corte em Berlim. Voltaire, que havia sido preso e maltratado pelo governo francês, estava ansioso para aceitar o convite de Frederico para viver em seu palácio. Frederico explicou: "A minha principal ocupação é combater a ignorância e o preconceito... esclarecer mentes, cultivar a moralidade e tornar as pessoas tão felizes quanto convém à natureza humana e conforme os meios à minha disposição o permitam."

#### Revolução Americana e Revolução Francesa
O Iluminismo tem sido frequentemente associado à Revolução Americana de 1776 e à Revolução Francesa de 1789 — ambas tiveram alguma influência intelectual de Thomas Jefferson. Uma visão das mudanças políticas que ocorreram durante o Iluminismo é que a filosofia do "consentimento dos governados", conforme delineada por Locke em Dois Tratados sobre Governo (1689), representou uma mudança de paradigma do antigo paradigma de governança sob o feudalismo conhecido como "direito divino dos reis". Nessa visão, as revoluções foram causadas pelo fato de que essa mudança de paradigma de governança muitas vezes não podia ser resolvida pacificamente e, portanto, uma revolução violenta era o resultado. Uma filosofia de governança em que o rei nunca estaria errado estaria em conflito direto com uma em que os cidadãos, por lei natural, teriam que consentir com os atos e decisões de seu governo.
Alexis de Tocqueville propôs a Revolução Francesa como o resultado inevitável da oposição radical criada no século XVIII entre a monarquia e os homens letrados do Iluminismo, que constituíam uma espécie de "aristocracia substituta que era ao mesmo tempo todo-poderosa e sem poder real". Esse poder ilusório veio da ascensão da "opinião pública", nascida quando a centralização absolutista removeu a nobreza e a burguesia da esfera política. A “política literária” resultante promoveu um discurso de igualdade e estava, portanto, em oposição fundamental ao regime monárquico. De Tocqueville “designa claramente... os efeitos culturais da transformação nas formas de exercício do poder”.

### Religião
Não é necessária uma grande arte ou uma eloquência magnificamente treinada para provar que os cristãos devem tolerar uns aos outros. Eu, no entanto, vou além: Digo que devemos considerar todos os homens como nossos irmãos. O quê? O turco é meu irmão? O chinês é meu irmão? O judeu? O siamês? Sim, sem dúvida; não somos todos filhos do mesmo pai e criaturas do mesmo Deus?— Voltaire (1763)

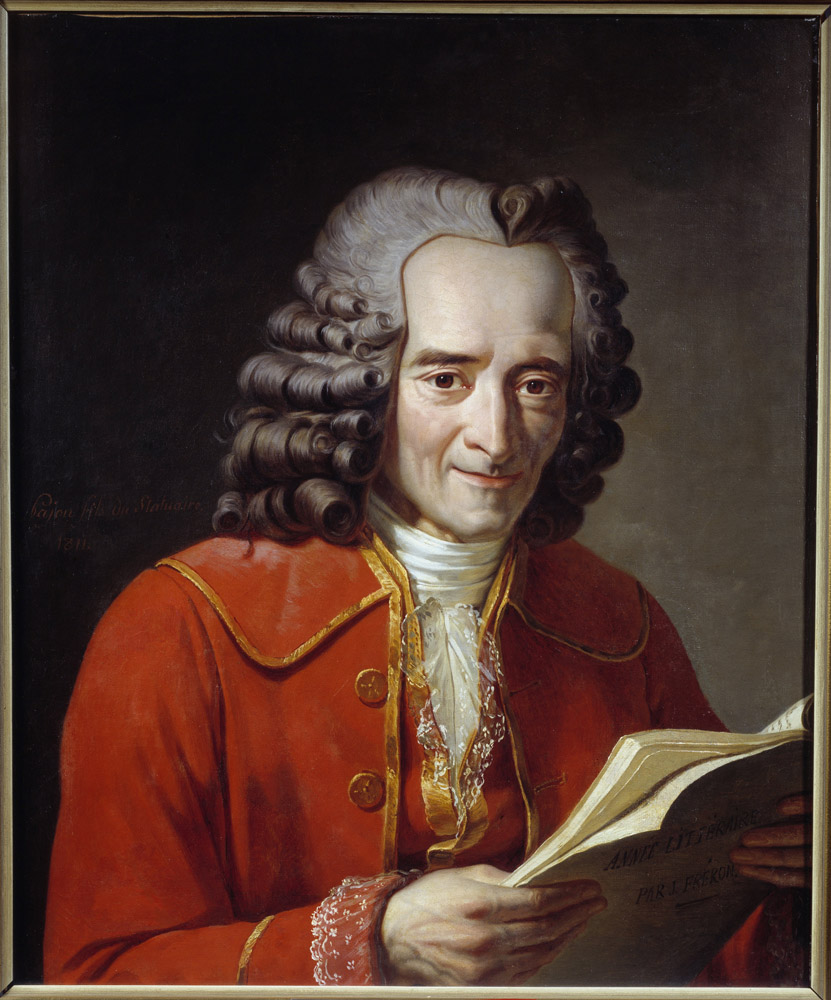
O filósofo francês Voltaire defendeu a tolerância religiosa

O comentário religioso da era do Iluminismo foi uma resposta ao século anterior de conflito religioso na Europa, especialmente a Guerra dos Trinta Anos. Os teólogos do Iluminismo queriam reformar sua fé para suas raízes geralmente não confrontacionais e limitar a capacidade da controvérsia religiosa de se espalhar para a política e a guerra, mantendo, ao mesmo tempo, uma fé verdadeira em Deus. Para os cristãos moderados, isso significou um retorno às Escrituras simples. Locke abandonou o corpus de comentários teológicos em favor de um "exame imparcial" somente da Palavra de Deus. Ele determinou que a essência do cristianismo é a crença em Cristo e recomendou evitar debates mais detalhados. Anthony Collins, um dos livres-pensadores ingleses, publicou seu "Ensaio sobre o uso da razão em proposições cuja evidência depende do testemunho humano" (1707), no qual rejeita a distinção entre "acima da razão" e "contrário à razão" e exige que a revelação deva estar em conformidade com as ideias naturais do homem sobre Deus. Na Bíblia de Jefferson, Thomas Jefferson foi mais longe e abandonou todas as passagens que tratavam de milagres, visitas de anjos e a ressurreição de Jesus após sua morte, enquanto tentava extrair o código moral cristão prático do Novo Testamento.
Os estudiosos iluministas procuraram restringir o poder político da religião organizada e, assim, evitar outra era de guerra religiosa intolerante. Espinoza decidiu remover a política da teologia contemporânea e histórica (por exemplo, desconsiderando a lei judaica). Moses Mendelssohn aconselhou não atribuir peso político a nenhuma religião organizada, mas recomendou que cada pessoa seguisse o que considerasse mais convincente. Eles acreditavam que uma boa religião baseada na moral instintiva e na crença em Deus não deveria, teoricamente, precisar de força para manter a ordem em seus crentes, e tanto Mendelssohn quanto Espinoza julgavam a religião pelos seus frutos morais, não pela lógica de sua teologia.
Várias ideias novas sobre religião se desenvolveram com o Iluminismo, incluindo o deísmo e a discussão sobre ateísmo. Segundo Thomas Paine, o deísmo é a simples crença em Deus, o Criador, sem referência à Bíblia ou qualquer outra fonte milagrosa. Em vez disso, o deísta confia apenas na razão pessoal para orientar o seu credo, que era eminentemente agradável para muitos pensadores da época. O ateísmo era muito discutido, mas havia poucos defensores. Wilson e Reill observam: "Na verdade, muito poucos intelectuais iluminados, mesmo quando eram críticos vocais do cristianismo, eram verdadeiros ateus. Em vez disso, eram críticos da crença ortodoxa, casados com o ceticismo, o deísmo, o vitalismo ou talvez o panteísmo." Alguns seguiram Pierre Bayle e argumentaram que os ateus poderiam de fato ser homens morais. Muitos outros, como Voltaire, sustentavam que, sem a crença num Deus que pune o mal, a ordem moral da sociedade era prejudicada; isto é, uma vez que os ateus não se entregavam a nenhuma autoridade suprema nem a nenhuma lei divina e não tinham medo de consequências eternas, seriam muito mais propensos a perturbar a sociedade. Bayle observou que, em sua época, "pessoas prudentes sempre manteriam uma aparência de [religião]" e acreditava que até mesmo ateus poderiam manter conceitos de honra e ir além de seus próprios interesses para criar e interagir na sociedade. Locke disse que se não houvesse Deus nem lei divina, o resultado seria a anarquia moral: cada indivíduo "não poderia ter lei senão a sua própria vontade, nem fim senão ele próprio. Ele seria um deus para si mesmo, e a satisfação da sua própria vontade a única medida e fim de todas as suas ações".

#### Separação Igreja-Estado
O “Iluminismo Radical” promoveu o conceito de separação entre a Igreja e o Estado, uma ideia que é frequentemente atribuída a Locke. Estas opiniões sobre a tolerância religiosa e a importância da consciência individual, juntamente com o contrato social, tornaram-se particularmente influentes nas colônias americanas e na elaboração da Constituição dos Estados Unidos.

## Variações nacionais

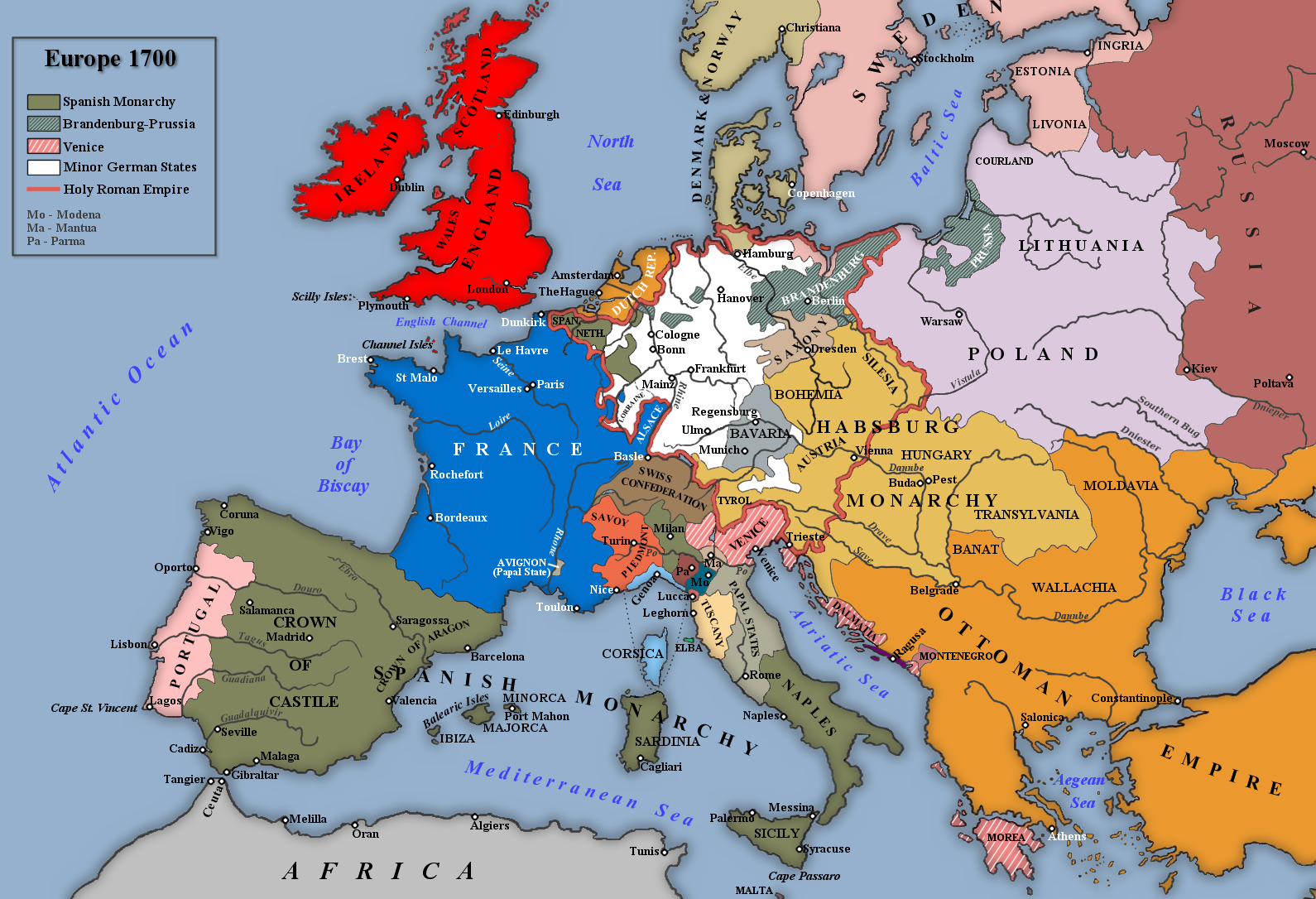
A Europa no início da Guerra da Sucessão Espanhola, 1700

O Iluminismo se consolidou na maioria dos países europeus e influenciou nações em todo o mundo, muitas vezes com uma ênfase local específica. Por exemplo, na França, tornou-se associado ao radicalismo anti-governamental e anti-clerical, enquanto na Alemanha atingiu profundamente as classes médias, onde expressou um tom espiritualista e nacionalista sem ameaçar governos ou igrejas estabelecidas. As respostas do governo variaram muito. Na França, o governo era hostil e os philosophes lutavam contra sua censura, às vezes sendo presos ou forçados ao exílio. O governo britânico, em grande parte, ignorou os líderes iluministas na Inglaterra e na Escócia, embora tenha concedido a Isaac Newton o título de cavaleiro e um cargo governamental muito lucrativo. Um tema comum entre a maioria dos países que derivaram ideias iluministas da Europa foi a não inclusão intencional de filosofias iluministas relativas à escravidão. Originalmente durante a Revolução Francesa, uma revolução profundamente inspirada pela filosofia do Iluminismo, "o governo revolucionário da França denunciou a escravidão, mas os 'revolucionários' proprietários então se lembraram de suas contas bancárias". A escravidão frequentemente mostrou as limitações da ideologia iluminista no que se refere ao colonialismo europeu, uma vez que muitas colônias da Europa operavam em uma economia de plantação alimentada pelo trabalho escravo. Em 1791, eclodiu a Revolução Haitiana, uma rebelião de escravos emancipados contra o domínio colonial francês na colônia de Saint-Domingue. As nações europeias e os Estados Unidos, apesar do forte apoio aos ideais iluministas, recusaram-se a "dar apoio à luta anticolonial de Saint-Domingue".

### Grã-Bretanha

#### Escócia

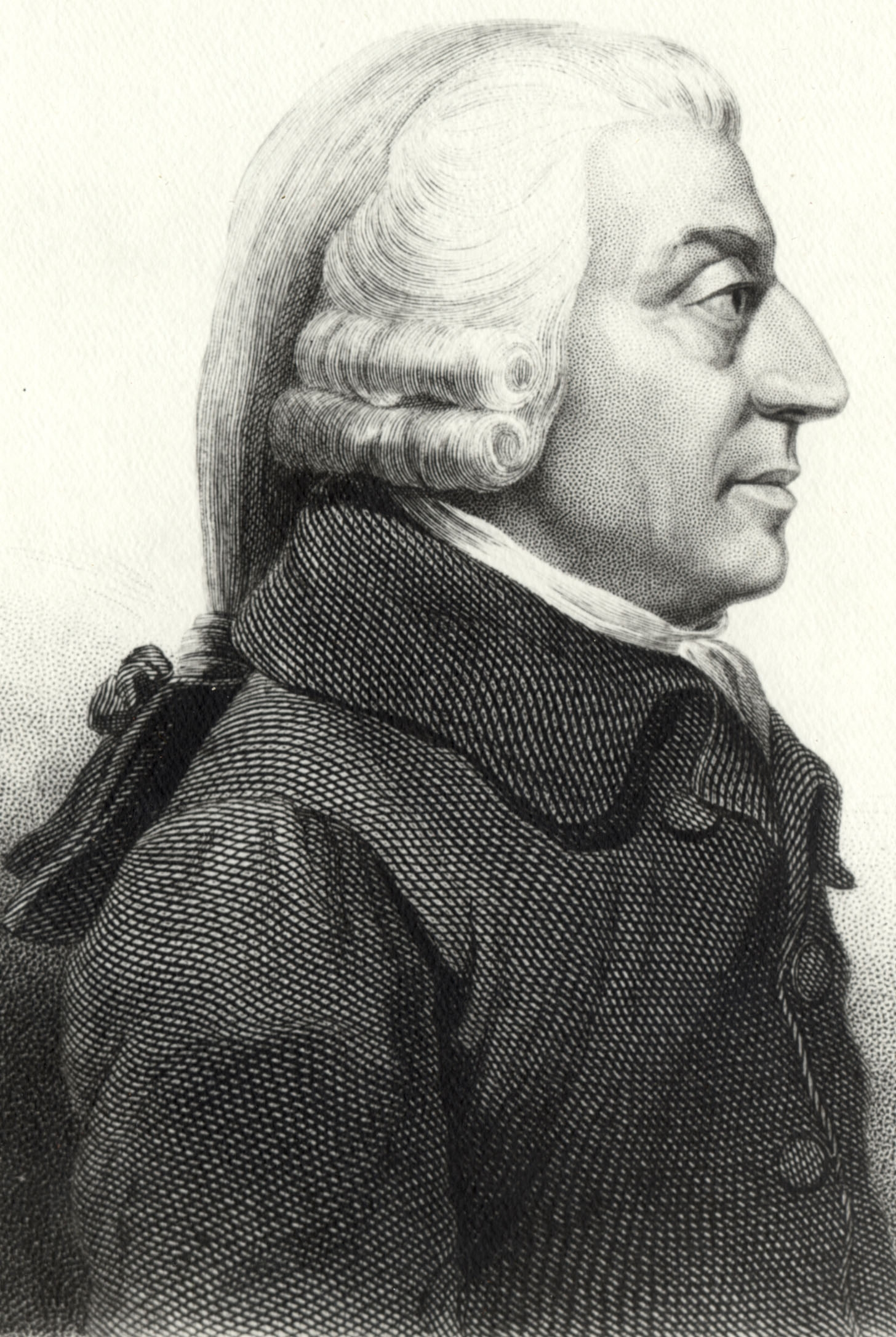
Adam Smith, o pai da ciência econômica moderna.

No Iluminismo escocês, os princípios de sociabilidade, igualdade e utilidade foram disseminados nas escolas e universidades, muitas das quais utilizavam métodos de ensino sofisticados que combinavam filosofia com a vida cotidiana. As principais cidades escocesas criaram uma infraestrutura intelectual de instituições de apoio mútuo, como escolas, universidades, sociedades de leitura, bibliotecas, periódicos, museus e lojas maçónicas. A rede escocesa era "predominantemente calvinista liberal, newtoniana". Na França, Voltaire disse "olhamos para a Escócia para todas as nossas ideias de civilização". O foco do Iluminismo escocês variou de questões intelectuais e econômicas até as especificamente científicas, como no trabalho de William Cullen, médico e químico; James Anderson, agrônomo ; Joseph Black, físico e químico; e James Hutton, o primeiro geólogo moderno.

#### Inglaterra

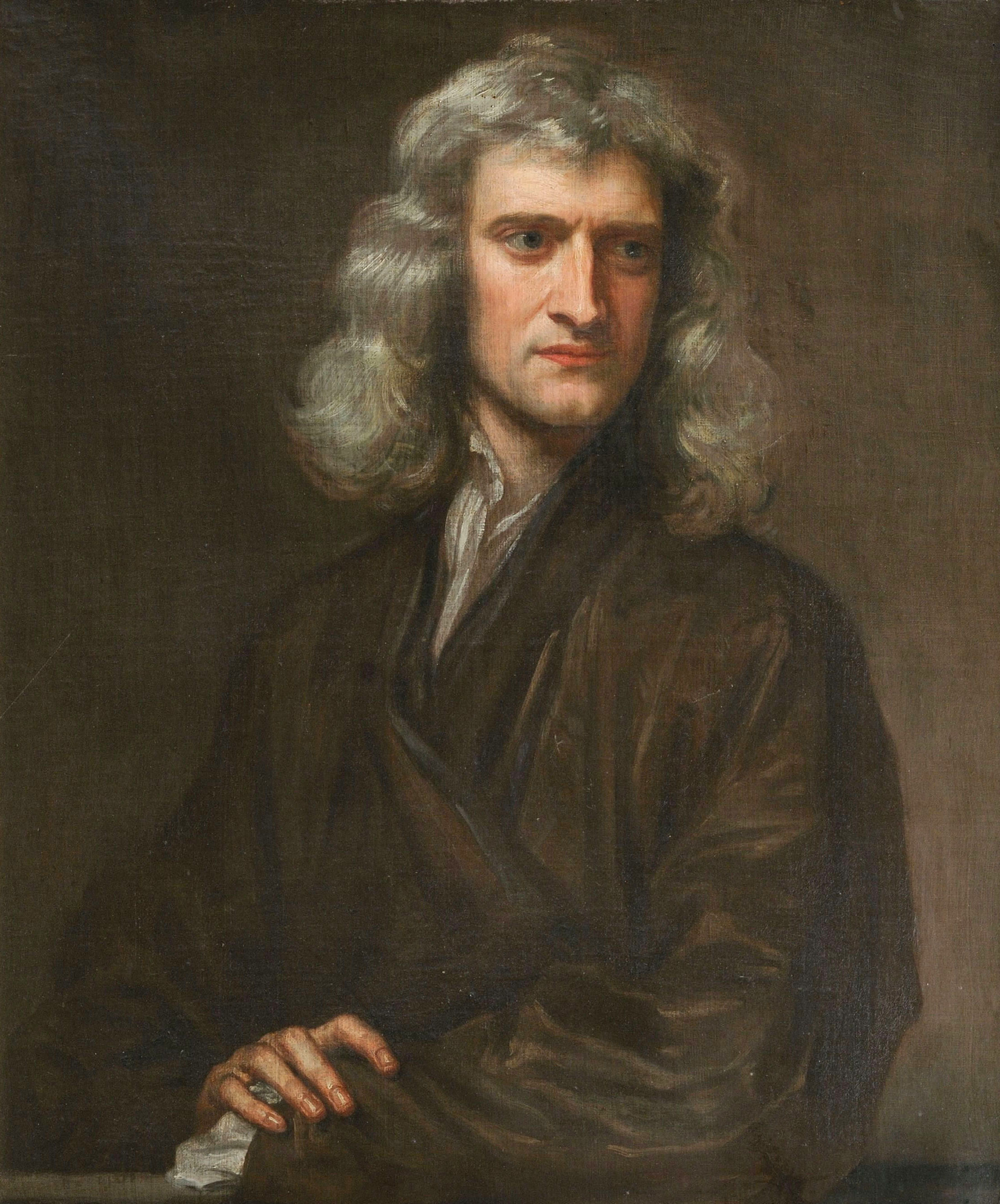
Isaac Newton

A própria existência de um Iluminismo inglês tem sido acaloradamente debatida por acadêmicos. A maioria dos livros didáticos sobre história britânica faz pouca ou nenhuma menção ao Iluminismo inglês. Algumas pesquisas sobre todo o Iluminismo incluem a Inglaterra e outras a ignoram, embora incluam a cobertura de grandes intelectuais como Joseph Addison, Edward Gibbon, John Locke, Isaac Newton, Alexander Pope, Joshua Reynolds e Jonathan Swift.
Roy Porter argumenta que as razões para esta negligência foram as suposições de que o movimento era principalmente de inspiração francesa, que era em grande parte antirreligioso ou anticlerical, e que se opunha abertamente à ordem estabelecida. Porter admite que, após a década de 1720, a Inglaterra pôde reivindicar pensadores iguais a Diderot, Voltaire ou Rousseau. No entanto, os seus principais intelectuais, como Gibbon, Edmund Burke e Samuel Johnson, eram todos bastante conservadores e apoiantes da ordem permanente. Porter diz que o motivo foi que o Iluminismo chegou cedo à Inglaterra e teve tanto sucesso que a cultura aceitou o liberalismo político, o empirismo filosófico e a tolerância religiosa, posições que os intelectuais do continente tiveram que lutar contra adversidades poderosas. Além disso, a Inglaterra rejeitou o coletivismo do continente e enfatizou a melhoria dos indivíduos como o principal objetivo do esclarecimento.
De acordo com Derek Hirst, as décadas de 1640 e 1650 testemunharam uma economia revivida, caracterizada pelo crescimento da indústria, pela elaboração de instrumentos financeiros e de crédito e pela comercialização da comunicação. A nobreza encontrava tempo para atividades de lazer, como corridas de cavalos e boliche. Na alta cultura, inovações importantes incluíram o desenvolvimento de um mercado de massa para música, aumento da pesquisa científica e expansão da publicação. Todas as tendências foram discutidas em profundidade nas cafeterias recém-criadas.

#### Anglo-américa

A Declaração de Independência de John Trumbull imagina o comitê de redação apresentando seu trabalho ao Congresso.

Vários americanos, especialmente Benjamin Franklin e Thomas Jefferson, desempenharam um papel importante em trazer as ideias do Iluminismo para o Novo Mundo e em influenciar os pensadores britânicos e franceses. Franklin foi influente por seu ativismo político e por seus avanços na física. O intercâmbio cultural durante o Iluminismo ocorreu em ambas as direções através do Atlântico. Pensadores como Paine, Locke e Rousseau consideram as práticas culturais dos nativos americanos como exemplos de liberdade natural. Os americanos seguiram de perto as ideias políticas inglesas e escocesas, bem como alguns pensadores franceses como Montesquieu. Como deístas, eles foram influenciados pelas ideias de John Toland e Matthew Tindal. Houve grande ênfase na liberdade, no republicanismo e na tolerância religiosa. Não havia respeito pela monarquia nem pelo poder político herdado. Os deístas reconciliaram ciência e religião rejeitando profecias, milagres e teologia bíblica. Os principais deístas incluíam Thomas Paine em The Age of Reason e Thomas Jefferson em sua curta Jefferson Bible, da qual ele removeu todos os aspectos sobrenaturais.

### Estados alemães
A Prússia assumiu a liderança entre os estados alemães ao patrocinar as reformas políticas que os pensadores iluministas instaram os governantes absolutos a adotar. Houve também movimentos importantes nos estados menores da Baviera, Saxônia, Hanôver e Palatinado. Em cada caso, os valores do Iluminismo foram aceitos e levaram a reformas políticas e administrativas significativas que lançaram as bases para a criação de estados modernos. Os príncipes da Saxônia, por exemplo, realizaram uma série impressionante de reformas fiscais, administrativas, judiciais, educacionais, culturais e econômicas gerais fundamentais. As reformas foram auxiliadas pela forte estrutura urbana do país e pelos grupos comerciais influentes e modernizaram a Saxônia pré-1789 de acordo com os princípios clássicos do Iluminismo.

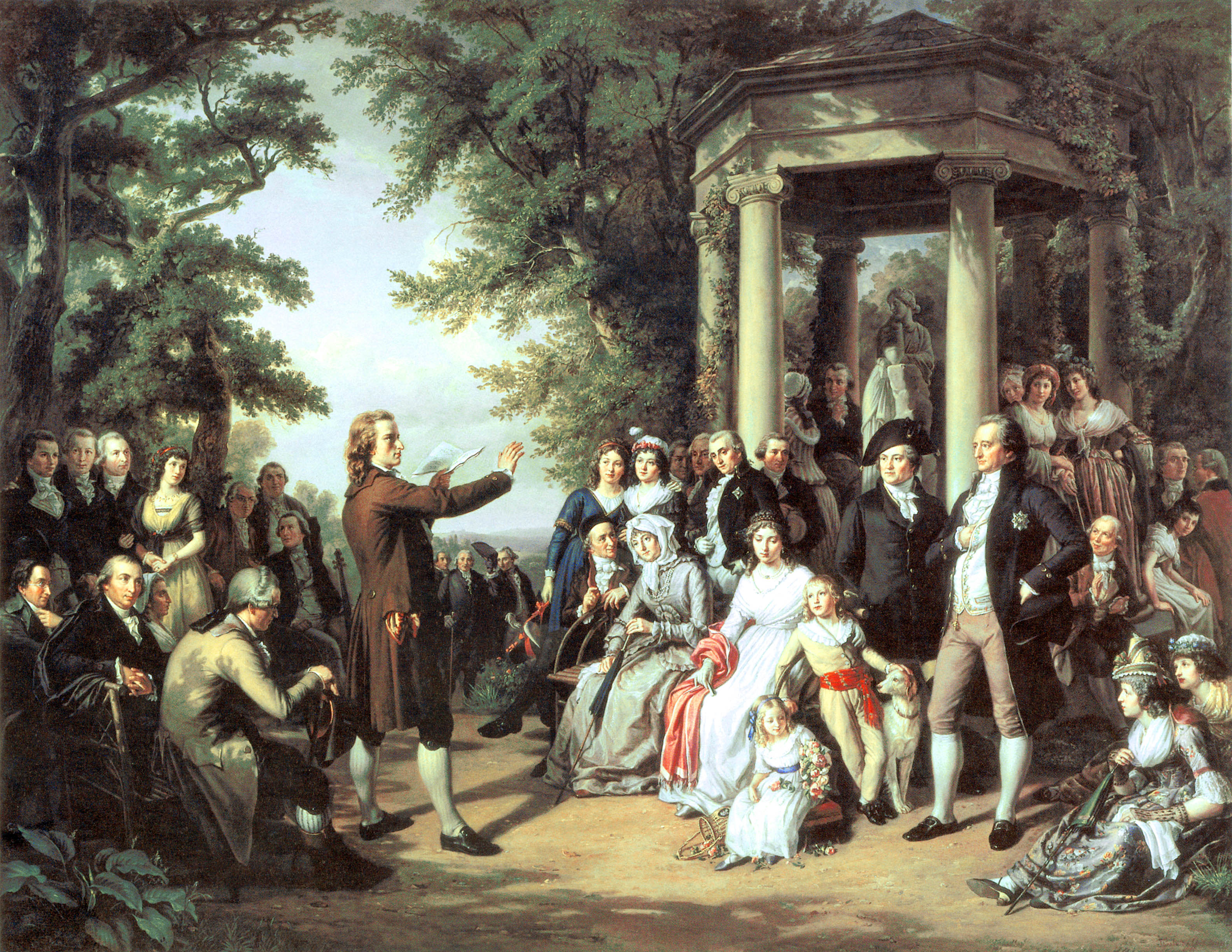
Pátio das Musas de Weimar, de Theobald von Oer, uma homenagem ao Iluminismo e ao Classicismo de Weimar, retratando os poetas alemães Schiller, Wieland, Herder e Goethe

Antes de 1750, as classes altas alemãs buscavam na França liderança intelectual, cultural e arquitetônica, já que o francês era a língua da alta sociedade. Em meados do século XVIII, o Aufklärung (Iluminismo) transformou a alta cultura alemã em música, filosofia, ciência e literatura. Christian Wolff foi o pioneiro como escritor que expôs o Iluminismo aos leitores alemães e legitimou o alemão como uma língua filosófica. Johann Gottfried von Herder inovou na filosofia e na poesia como líder do movimento Sturm und Drang do proto-romantismo. O classicismo de Weimar (Weimarer Klassik) foi um movimento cultural e literário sediado em Weimar que buscava estabelecer um novo humanismo sintetizando ideias românticas, clássicas e iluministas. O movimento (de 1772 a 1805) envolveu Herder, bem como o polímata Johann Wolfgang von Goethe e Friedrich Schiller, um poeta e historiador. O diretor de teatro Abel Seyler influenciou muito o desenvolvimento do teatro alemão e promoveu a ópera alemã séria, novas obras e produções experimentais e o conceito de um teatro nacional. Herder argumentou que cada grupo de pessoas tinha sua própria identidade particular, que era expressa em sua língua e cultura, o que legitimou a promoção da língua e da cultura alemãs e ajudou a moldar o desenvolvimento do nacionalismo alemão. As peças de Schiller expressavam o espírito inquieto de sua geração, retratando a luta do herói contra as pressões sociais e a força do destino. A música alemã, patrocinada pelas classes altas, atingiu a maioridade com os compositores Johann Sebastian Bach, Joseph Haydn e Wolfgang Amadeus Mozart.
Na remota Königsberg, Kant tentou conciliar racionalismo e crença religiosa, liberdade individual e autoridade política. A obra de Kant continha tensões básicas que continuariam a moldar o pensamento alemão - e na verdade toda a filosofia europeia - até ao século XX. O Iluminismo alemão conquistou o apoio de príncipes, aristocratas e classes médias e remodelou permanentemente a cultura. No entanto, havia um conservadorismo entre as elites que alertava contra ir longe demais.
Em 1788, a Prússia emitiu um "Édito sobre Religião" que proibia pregar qualquer sermão que minasse a crença popular na Santíssima Trindade ou na Bíblia. O objetivo era evitar disputas teológicas que pudessem afetar a tranquilidade doméstica. Homens que duvidavam do valor do Iluminismo apoiaram a medida, mas muitos outros também o fizeram. As universidades alemãs criaram uma elite fechada que podia debater questões controversas entre si, mas espalhá-las ao público era visto como muito arriscado. Esta elite intelectual era favorecida pelo Estado, mas isso poderia ser revertido se o processo do Iluminismo se revelasse politicamente ou socialmente desestabilizador.

### Monarquia dos Habsburgos

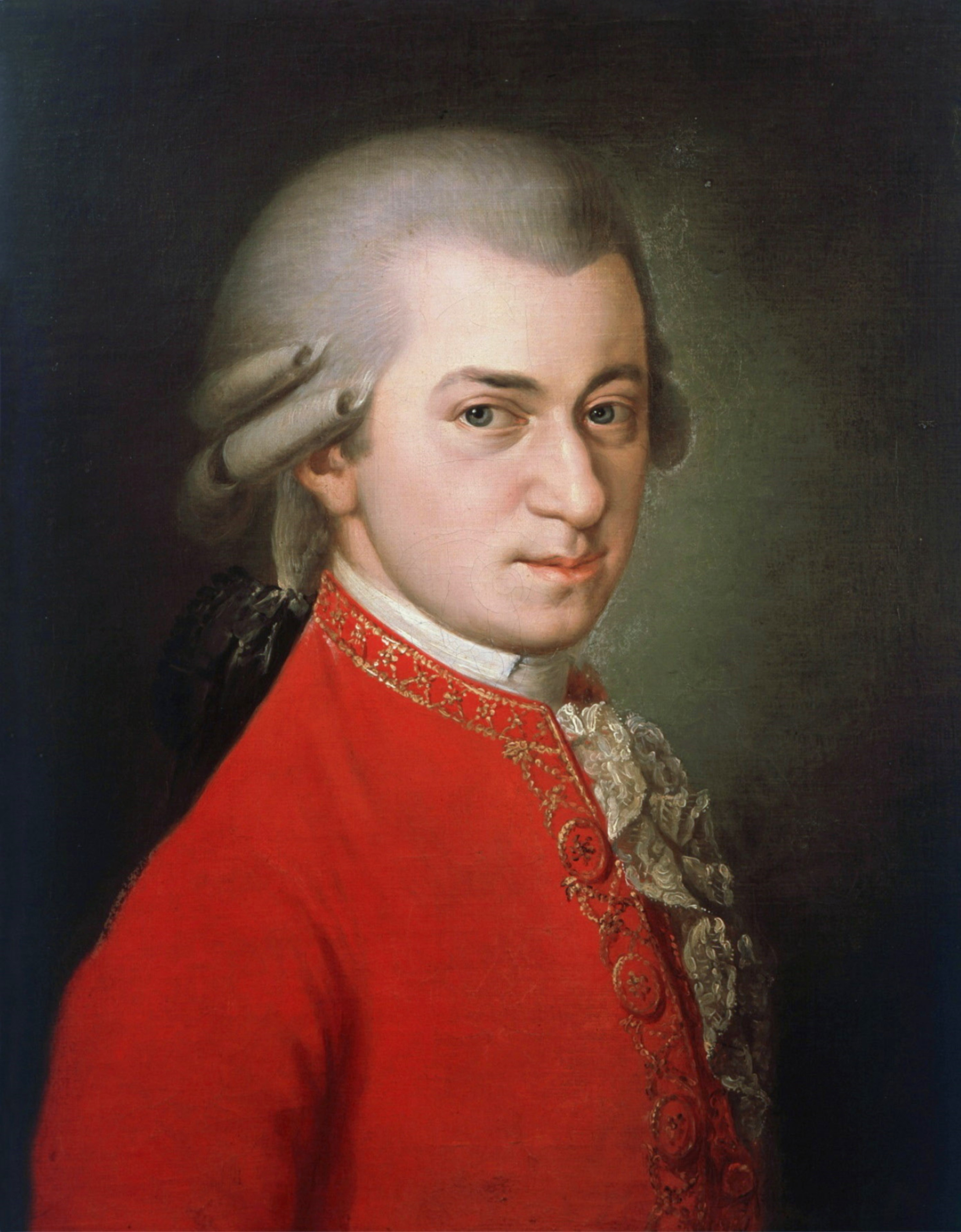
Wolfgang Amadeus Mozart

O reinado de Maria Teresa, a primeira monarca dos Habsburgos a ser considerada influenciada pelo Iluminismo em algumas áreas, foi marcado por uma mistura de iluminismo e conservadorismo. O breve reinado de seu filho José II foi marcado por esse conflito, com sua ideologia do Josefinismo enfrentando oposição. José II realizou inúmeras reformas no espírito do Iluminismo, que afetaram, por exemplo, o sistema escolar, os mosteiros e o sistema jurídico. O imperador Leopoldo II, que foi um dos primeiros opositores da pena de morte, teve um governo breve e contencioso, marcado principalmente pelas relações com a França. Da mesma forma, o governo do Imperador Francisco II foi marcado principalmente pelas relações com a França. As ideias do Iluminismo também apareceram na literatura e em obras teatrais. Joseph von Sonnenfels foi um representante importante. Na música, músicos austríacos como Joseph Haydn e Wolfgang Amadeus Mozart foram associados ao Iluminismo.

### Itália

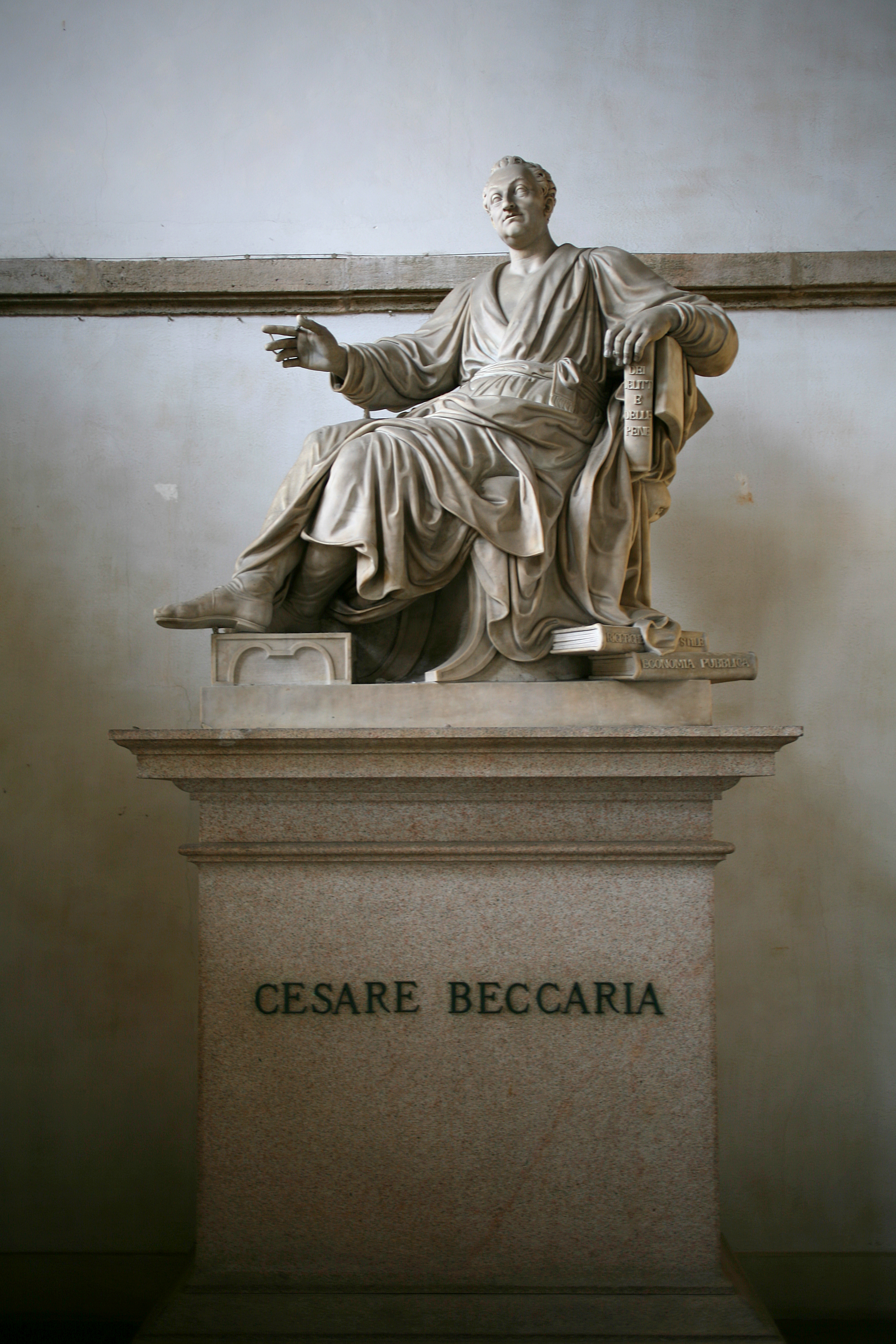
Estátua de Cesare Beccaria, considerado um dos maiores pensadores do Iluminismo

Na Itália, os principais centros de difusão do Iluminismo foram Nápoles e Milão: em ambas as cidades os intelectuais assumiram cargos públicos e colaboraram com as administrações dos Bourbon e dos Habsburgos. Em Nápoles, Antonio Genovesi, Ferdinando Galiani e Gaetano Filangieri atuaram sob o tolerante rei Carlos de Bourbon. Contudo, o Iluminismo napolitano, tal como a filosofia de Giambattista Vico, permaneceu quase sempre no campo teórico.
Só mais tarde, muitos iluministas animaram a infeliz experiência da República Partenopéia. Em Milão, no entanto, o movimento se esforçou para encontrar soluções concretas para os problemas. O centro das discussões foi a revista Il Caffè (1762–1766), fundada pelos irmãos Pietro e Alessandro Verri (filósofos e escritores famosos, assim como seu irmão Giovanni), que também deram vida à Accademia dei Pugni, fundada em 1761. Centros menores foram Toscana, Vêneto e Piemonte, onde, entre outros, Pompeo Neri trabalhou. De Nápoles, Genovesi influenciou uma geração de intelectuais e estudantes universitários do sul da Itália. Seu livro didático Della diceosina, o sia della Filosofia del Giusto e dell'Onesto (1766) foi uma tentativa controversa de mediar entre a história da filosofia moral, por um lado, e os problemas específicos encontrados pela sociedade comercial do século XVIII, por outro. Continha a maior parte do pensamento político, filosófico e económico de Genovesi, que se tornou um guia para o desenvolvimento económico e social napolitano.
A ciência floresceu quando Alessandro Volta e Luigi Galvani fizeram descobertas revolucionárias em eletricidade. Pietro Verri foi um importante economista na Lombardia]. O historiador Joseph Schumpeter afirma que ele foi "a mais importante autoridade pré-smithiana em economia e abundância". A Itália também produziu alguns dos maiores teóricos jurídicos do Iluminismo, incluindo Beccaria, Giambattista Vico e Francesco Mario Pagano. O estudioso mais influente sobre o Iluminismo italiano foi Franco Venturi.

### Espanha Bourbon e América Espanhola

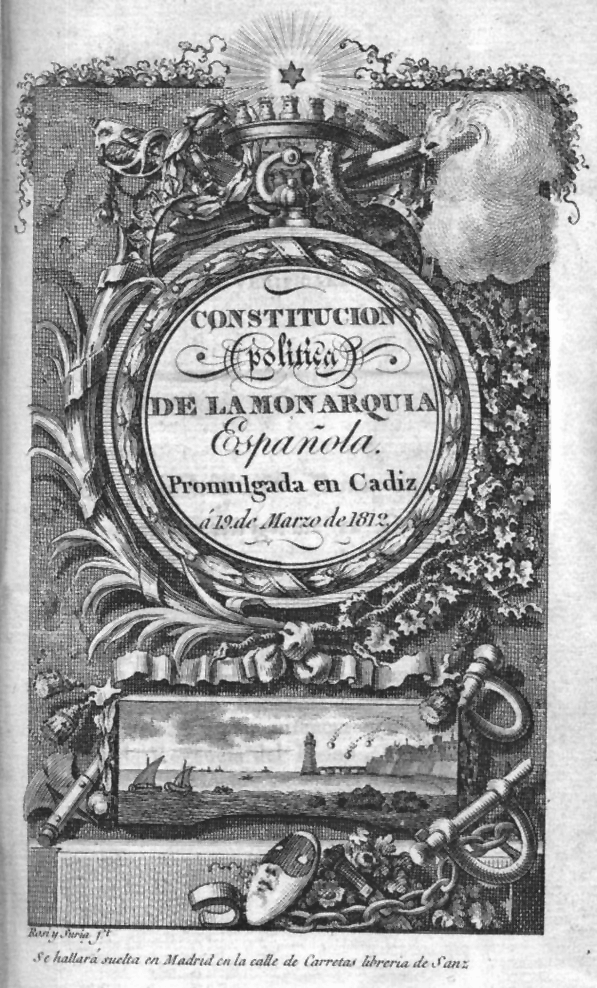
Constituição Espanhola de 1812

Quando Carlos II, o último monarca espanhol dos Habsburgos, morreu, seu sucessor era da Casa Francesa de Bourbon, iniciando um período de influência do Iluminismo Francês na Espanha e no Império Espanhol. No século XVIII, os espanhóis continuaram a expandir seu império nas Américas com as missões espanholas na Califórnia e estabeleceram missões mais para o interior da América do Sul. Sob Carlos III, a coroa começou a implementar sérias mudanças estruturais. A monarquia restringiu o poder da Igreja Católica e estabeleceu um exército permanente na América Espanhola. O comércio mais livre foi promovido pelo comércio livre, no qual as regiões podiam negociar com empresas que navegavam de qualquer outro porto espanhol, em vez do restritivo sistema mercantil. A coroa enviou expedições científicas para afirmar a soberania espanhola sobre territórios que reivindicava, mas não controlava, mas também, mais importante, para descobrir o potencial econômico de seu vasto império. As expedições botânicas buscavam plantas que pudessem ser úteis ao império.
Carlos IV deu ao cientista prussiano Alexander von Humboldt liberdade para viajar pela América Espanhola, normalmente fechada a estrangeiros, e, mais importante, acesso a funcionários da coroa para ajudar no sucesso da sua expedição científica. Quando Napoleão invadiu a Espanha em 1808, Fernando VII abdicou e Napoleão colocou seu irmão José Bonaparte no trono. Para dar legitimidade a esse movimento, o Estatuto de Baiona foi promulgado, incluindo a representação dos componentes ultramarinos da Espanha, mas a maioria dos espanhóis rejeitou todo o projeto napoleônico. Uma guerra de resistência nacional eclodiu. As Cortes de Cádiz (parlamento) foram convocadas para governar a Espanha na ausência do monarca legítimo, Fernando. Ali criaram um novo documento de governo, a Constituição de 1812, que estabeleceu três poderes de governo: executivo, legislativo e judiciário; impôs limites ao rei ao criar uma monarquia constitucional; definiu cidadãos como aqueles do Império Espanhol sem ascendência africana; estabeleceu o sufrágio universal masculino; e estabeleceu a educação pública desde o ensino fundamental até a universidade, bem como a liberdade de expressão. A constituição vigorou de 1812 a 1814, quando Napoleão foi derrotado e Fernando foi restaurado ao trono da Espanha. Após seu retorno, Fernando repudiou a constituição e restabeleceu o governo absolutista.

### Haiti
A Revolução Haitiana começou em 1791 e terminou em 1804 e mostra como as ideias do Iluminismo "eram parte de fluxos transculturais complexos". As ideias radicais de Paris durante e após a Revolução Francesa foram mobilizadas no Haiti, como por Toussaint Louverture. Toussaint leu a crítica do colonialismo europeu no livro Histoire des deux Indes, de Guillaume Thomas François Raynal e "ficou particularmente impressionado com a previsão de Raynal sobre a vinda de um 'Espártaco Negro'". A revolução combinou as ideias do Iluminismo com as experiências dos escravos no Haiti, dois terços dos quais nasceram em África e podiam "inspirar-se em noções específicas de reino e de governo justo da África Ocidental e Central, e empregar práticas religiosas como o vodu para a formação de comunidades revolucionárias". A revolução também afectou a França e "forçou a Convenção Nacional Francesa a abolir a escravatura em 1794".

### Portugal e Brasil

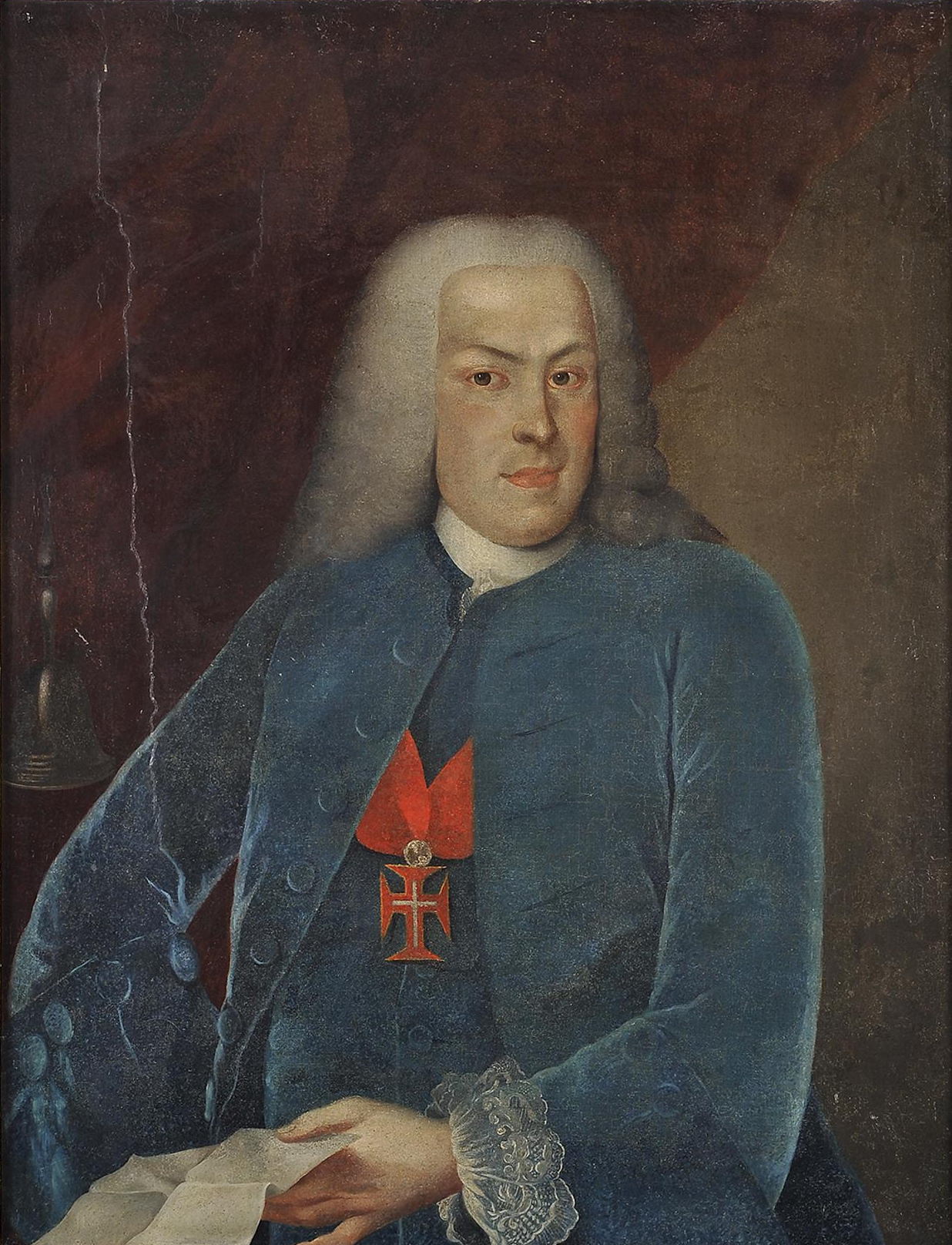
Retrato do Marquês de Pombal

O Iluminismo em Portugal foi fortemente marcado pelo governo do primeiro-ministro Marquês de Pombal, sob o rei D. José I, de 1756 a 1777. Após o sismo de Lisboa de 1755, que destruiu grande parte da cidade, o Marquês de Pombal implementou importantes políticas econômicas para regular a atividade comercial (em particular com o Brasil e a Inglaterra) e para padronizar a qualidade em todo o país (por exemplo, introduzindo as primeiras indústrias integradas em Portugal). Sua reconstrução da zona ribeirinha de Lisboa em ruas retas e perpendiculares (a Baixa de Lisboa), metodicamente organizadas para facilitar o comércio e as trocas (por exemplo, atribuindo a cada rua um produto ou serviço diferente), pode ser vista como uma aplicação direta das ideias iluministas à governança e ao urbanismo. Suas ideias urbanísticas, sendo também o primeiro exemplo em larga escala de engenharia sísmica, ficaram conhecidas coletivamente como estilo pombalino e foram implementadas em todo o reino durante sua permanência no cargo. A sua governação foi tão esclarecida como implacável, veja-se por exemplo o Processo dos Távoras.
Na literatura, as primeiras ideias iluministas em Portugal podem ser rastreadas até o diplomata, filósofo e escritor António Vieira que passou uma parte considerável da sua vida no Brasil colonial denunciando as discriminações contra os cristãos-novos e os povos indígenas no Brasil. Durante o século XVIII, surgiram no meio acadêmico movimentos literários iluministas como a Arcádia Lusitana (que durou de 1756 a 1776, depois substituída pela Nova Arcádia em 1790 até 1794), envolvendo em particular antigos alunos da Universidade de Coimbra. Um membro distinto deste grupo foi o poeta Manuel Maria Barbosa du Bocage. O médico António Nunes Ribeiro Sanches também foi uma importante figura iluminista, contribuindo para a Enciclopédia e fazendo parte da corte de Ana da Rússia. As ideias do Iluminismo influenciaram vários economistas e intelectuais anticoloniais em todo o Império Português, como José Joaquim da Cunha Azeredo Coutinho, José da Silva Lisboa, Cláudio Manuel da Costa e Tomás António Gonzaga.
A invasão napoleônica de Portugal teve consequências para a monarquia portuguesa. Com a ajuda da marinha britânica, a família real portuguesa foi evacuada para o Brasil, sua colônia mais importante. Mesmo com a derrota de Napoleão, a corte real permaneceu no Brasil. A Revolução Liberal de 1820 forçou o retorno da família real a Portugal. Os termos pelos quais o rei restaurado deveria governar eram uma monarquia constitucional sob a Constituição de Portugal. O Brasil declarou sua independência de Portugal em 1822 e se tornou uma monarquia.

### Rússia

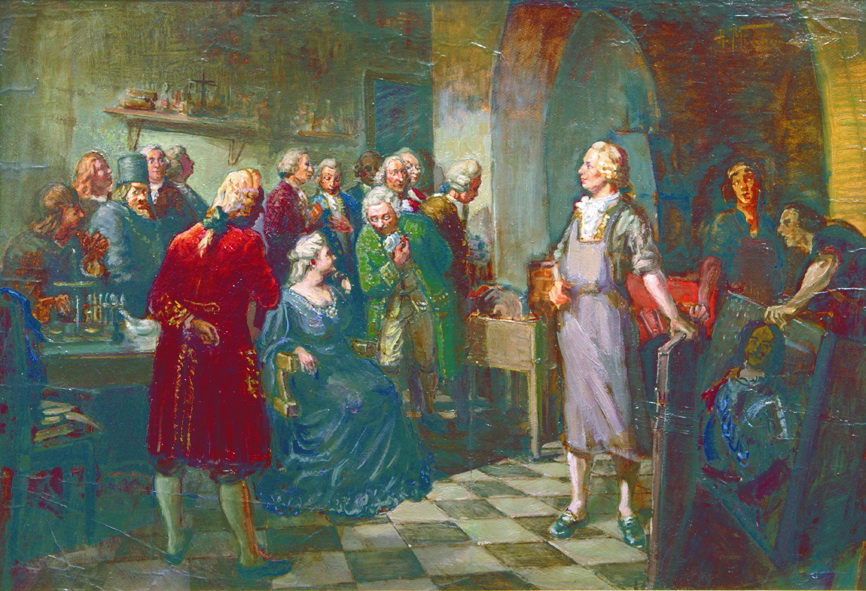
Isabel da Rússia visita o cientista russo Mikhail Lomonossov.

No Império Russo, o governo começou a incentivar ativamente a proliferação das artes e ciências em meados do século XVIII. Essa era produziu a primeira universidade, biblioteca, teatro, museu público e imprensa independente russa. Como outros déspotas esclarecidos, Catarina, a Grande, desempenhou um papel fundamental no fomento das artes, das ciências e da educação. Ela usou sua própria interpretação dos ideais iluministas, auxiliada por notáveis especialistas internacionais como Voltaire (por correspondência) e cientistas residentes de classe mundial como Leonhard Euler e Peter Simon Pallas. O Iluminismo nacional diferia de sua contraparte da Europa ocidental na medida em que promovia uma maior modernização de todos os aspectos da vida e estava preocupado em atacar a instituição da servidão russa. O Iluminismo russo centrou-se no indivíduo em vez do esclarecimento social e encorajou a vida iluminada. Um elemento poderoso era a prosveshchenie, que combinava piedade religiosa, erudição e comprometimento com a disseminação do conhecimento. Contudo, faltava-lhe o espírito cético e crítico do Iluminismo da Europa ocidental.

### Polônia e Lituânia
As ideias iluministas (oświecenie) surgiram tarde na Polônia, pois a classe média polonesa era mais fraca e a cultura szlachta (nobreza) (sarmatismo), juntamente com o sistema político da Comunidade Polaco-Lituana (Liberdade Dourada), estavam em profunda crise. O sistema político foi construído sobre o republicanismo aristocrático, mas foi incapaz de se defender contra os poderosos vizinhos Rússia, Prússia e Áustria, que repetidamente dividiram regiões até que nada restasse da Polônia independente. O Iluminismo polonês começou nas décadas de 1730 e 1740 e, especialmente no teatro e nas artes, atingiu o auge no reinado do rei Stanisław August Poniatowski (segunda metade do século XVIII). Varsóvia foi um centro importante depois de 1750, com uma expansão de escolas e instituições educacionais e o patrocínio das artes realizado no Castelo Real. Os líderes promoveram tolerância e mais educação. Entre eles estavam o rei Estanislau II Augusto e os reformadores Piotr Switkowski, Antoni Poplawski, Josef Niemcewicz e Jósef Pawlinkowski, além de Baudouin de Cortenay, um dramaturgo polonizado. Os oponentes incluíram Florian Jaroszewicz, Gracjan Piotrowski, Karol Wyrwicz e Wojciech Skarszewski. O movimento entrou em declínio com a Terceira Partição da Polônia (1795) – uma tragédia nacional que inspirou um curto período de escrita sentimental – e terminou em 1822, substituído pelo romantismo.

### China

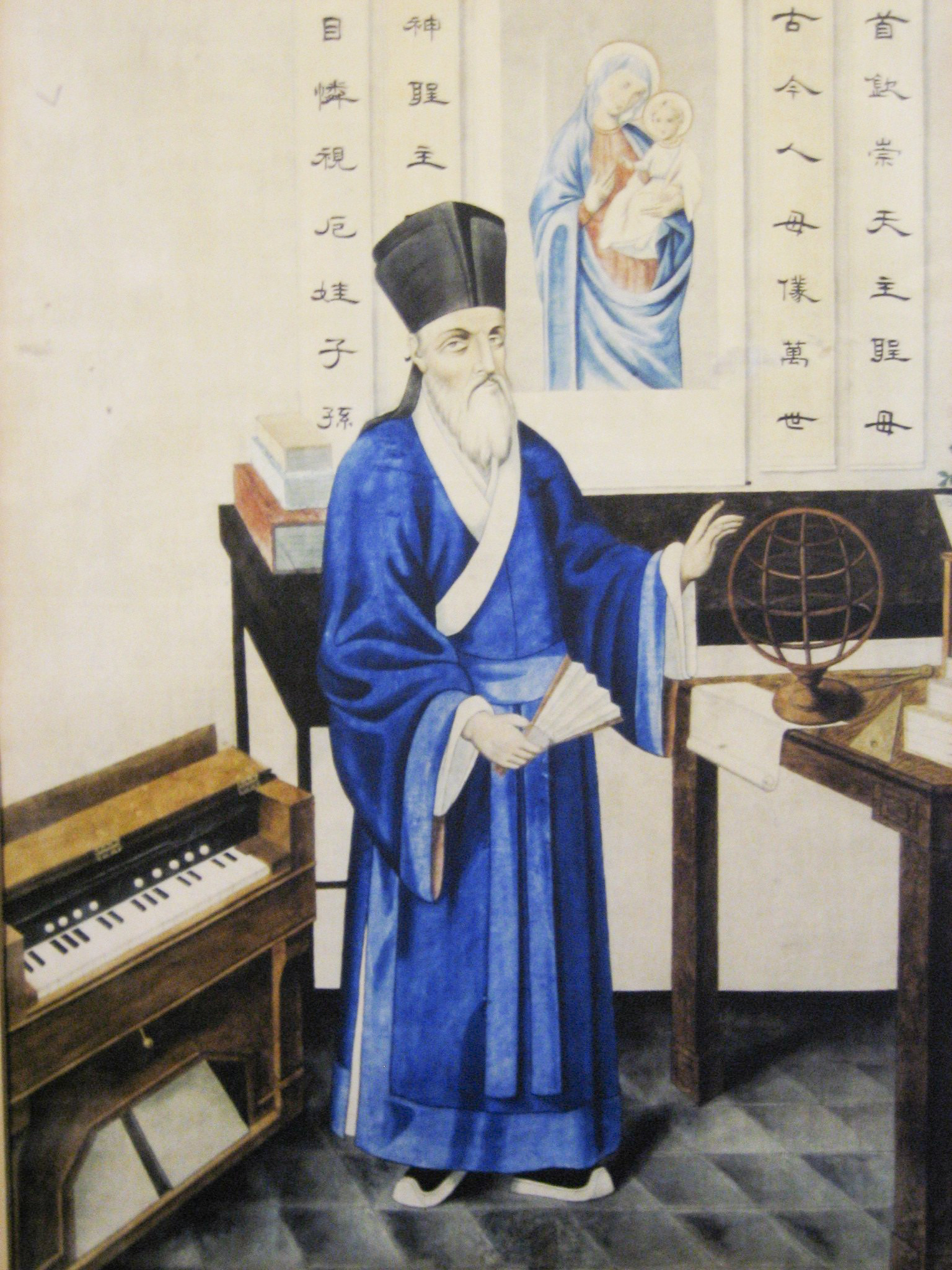
O padre jesuíta italiano Matteo Ricci trabalhou com várias elites chinesas, como Xu Guangqi, na tradução Os Elementos de Euclides para o chinês.

A China do século XVIII experimentou "uma tendência para ver menos dragões e milagres, não muito diferente do desencanto que começou a espalhar-se pela Europa do Iluminismo". Além disso, "alguns dos desenvolvimentos que associamos ao Iluminismo da Europa assemelham-se notavelmente aos acontecimentos na China". Durante este período, os ideais da sociedade chinesa refletiram-se no "reinado dos imperadores Qing Kangxi e Qianlong; a China foi colocada como a encarnação de uma sociedade iluminada e meritocrática - e instrumentalizada para críticas ao governo absolutista na Europa".

### Japão
De 1641 a 1853, o Xogunato Tokugawa do Japão aplicou uma política chamada kaikin, que proibia o contato estrangeiro com a maioria dos países. Robert Bellah encontrou "origens do Japão moderno em certas vertentes do pensamento confucionista, um 'análogo funcional à Ética Protestante' que Max Weber destacou como a força motriz por trás do capitalismo ocidental". As ideias confucionistas e iluministas japonesas foram reunidas, por exemplo, no trabalho do reformador japonês Tsuda Mamichi na década de 1870, que disse: "Sempre que abrimos a boca... é para falar de 'iluminação '".
No Japão e em grande parte do Leste Asiático, as ideias confucionistas não foram substituídas, mas "as ideias associadas ao Iluminismo foram fundidas com a cosmologia existente - que por sua vez foi remodelada sob condições de interação global". No Japão em particular, o termo ri, que é a ideia confucionista de "ordem e harmonia na sociedade humana", também passou a representar "a ideia de laissez-faire e a racionalidade da troca de mercado". Na década de 1880, o slogan "Civilização e Iluminismo" tornou-se potente em todo o Japão, China e Coreia e foi empregado para enfrentar os desafios da globalização.

### Coreia
Durante o período iluminista, a Coreia "visava o isolamento" e era conhecida como o "reino eremita", mas despertou para as ideias iluministas na década de 1890, como com as atividades do Clube da Independência. A Coreia foi influenciada pela China e pelo Japão, mas também encontrou seu próprio caminho para o Iluminismo com o intelectual coreano Yu Kilchun, que popularizou o termo no país. O uso das ideias iluministas foi uma "resposta a uma situação específica na Coreia na década de 1890, e não uma resposta tardia a Voltaire".

### Índia
Na Índia do século XVIII, Fate Ali Tipu foi um monarca esclarecido, que "foi um dos membros fundadores do Clube Jacobino (Francês) em Seringapatam, plantou uma árvore da liberdade e pediu para ser chamado de 'Tipu Citoyen'", que significa "Cidadão Tipu" ao invés de "Sultão Tipu". Em algumas partes da Índia, um movimento importante chamado "renascimento bengalês" levou a reformas iluministas que começaram na década de 1820. Ram Mohan Roy foi um reformador que “fundiu diferentes tradições em seu projeto de reforma social que o tornou um defensor de uma ‘religião da razão'".

### Egito

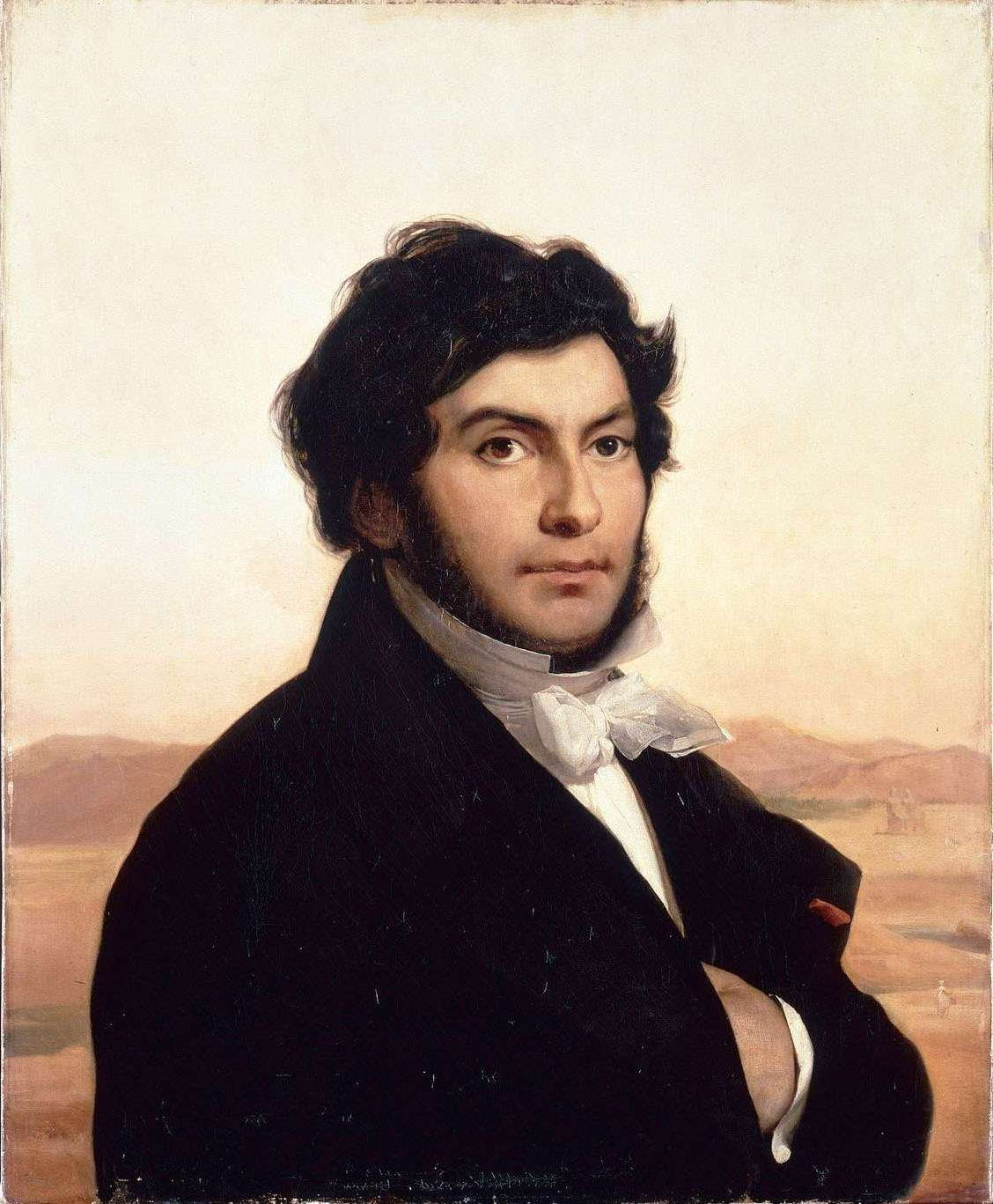
Jean-François Champollion, considerado o fundador da egiptologia

O Egito do século XVIII teve "uma forma de 'renascimento cultural' em formação — especificamente origens islâmicas da modernização muito antes da campanha egípcia de Napoleão". A expedição de Napoleão ao Egito encorajou ainda mais "transformações sociais que remontavam aos debates sobre a reforma islâmica interna, mas agora também eram legitimadas pela referência à autoridade do Iluminismo". Uma grande influência intelectual no modernismo islâmico e na expansão do Iluminismo no Egito, Rifa al-Tahtawi "supervisionou a publicação de centenas de obras europeias na língua árabe".

### Império Otomano
O Iluminismo começou a influenciar o Império Otomano na década de 1830 e continuou até o final do século XIX. O Tanzimat foi um período de reforma otomana que começou com o Gülhane Hatt-ı Şerif em 1839 e terminou com a Primeira Era Constitucional em 1876. Namik Kemal, um ativista político e membro dos Jovens Otomanos, baseou-se em grandes pensadores iluministas e em "uma variedade de recursos intelectuais em sua busca por reformas sociais e políticas". Em 1893, Kemal respondeu a Ernest Renan, que havia indiciado a religião islâmica, com sua própria versão do Iluminismo, que "não era uma cópia pobre dos debates franceses no século XVIII, mas uma posição original que respondia às exigências da sociedade otomana no final do século XIX".

## Historiografia
A ideia do Iluminismo sempre foi um território contestado. De acordo com Keith Thomas, seus apoiadores "aclamam-no como a fonte de tudo o que é progressivo no mundo moderno. Para eles, ele representa a liberdade de pensamento, a investigação racional, o pensamento crítico, a tolerância religiosa, a liberdade política, a realização científica, a busca da felicidade e a esperança no futuro."
Os filósofos românticos argumentaram que a dependência excessiva do Iluminismo em relação à razão foi um erro que ele perpetuou, ignorando os laços da história, do mito, da fé e da tradição que eram necessários para manter a sociedade unida. Ritchie Robertson o retrata como um grande programa intelectual e político, oferecendo uma "ciência" da sociedade modelada nas poderosas leis físicas de Newton. A "ciência social" era vista como um instrumento de aperfeiçoamento humano. Isto exporia a verdade e expandiria a felicidade humana.

### Definição

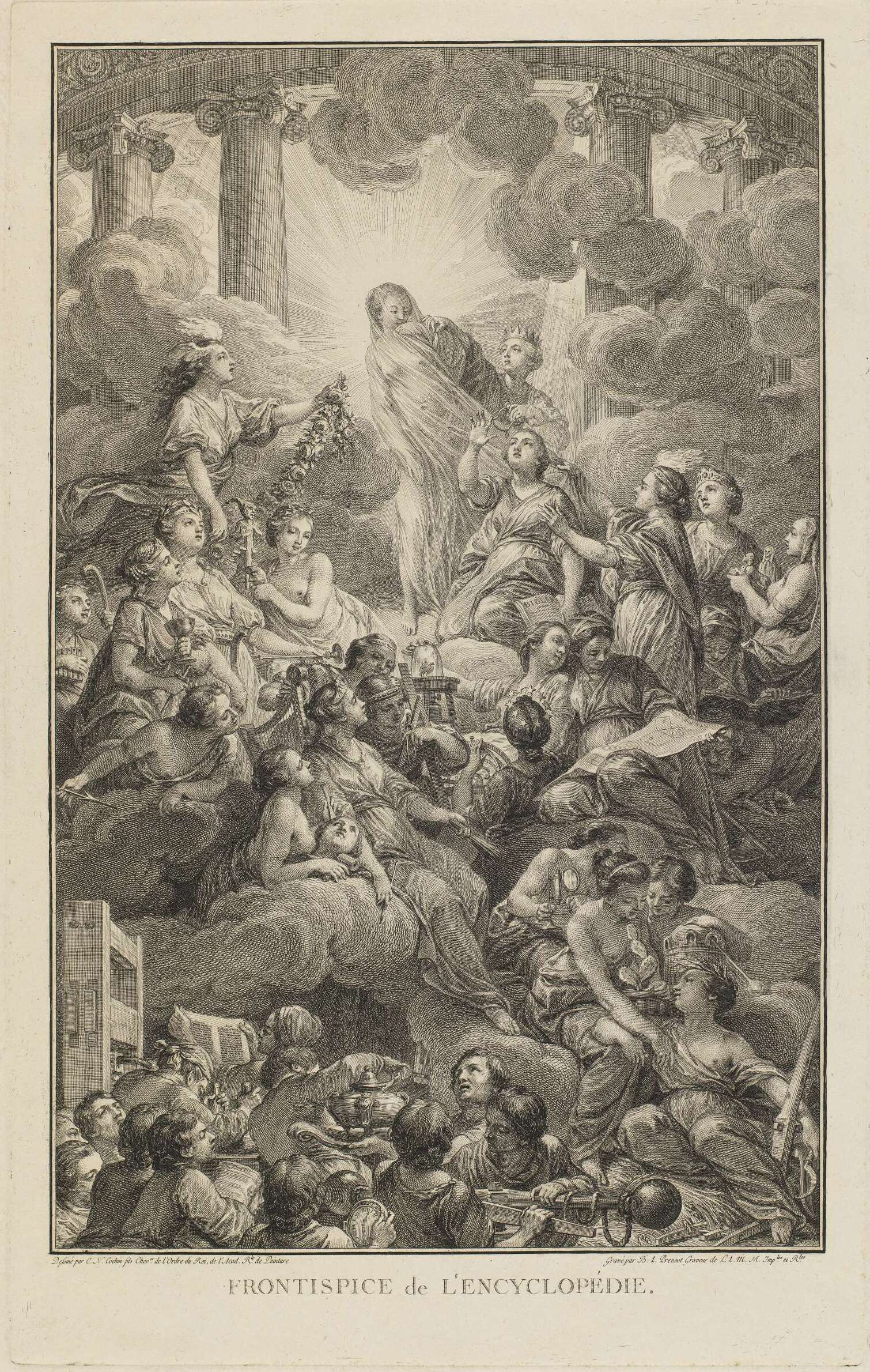
Se há algo que você sabe, comunique. Se há algo que você não sabe, pesquise. — Gravura da edição de 1772 da Encyclopédie; A Verdade, no centro superior, é cercada pela luz e revelada pelas figuras à direita, Filosofia e Razão

O termo "Iluminismo" em português é o equivalente ao termo francês Lumières, usado pela primeira vez por Jean-Baptiste Dubos em 1733 e já bem estabelecido em 1751. Do ensaio de Kant de 1784 "Beantwortung der Frage: Was ist Aufklärung?" ("Respondendo à pergunta: O que é a Iluminação? "), o termo alemão tornou-se Aufklärung ( aufklären = iluminar; sich aufklären = esclarecer). No entanto, os estudiosos nunca chegaram a um acordo sobre uma definição do termo ou sobre sua extensão cronológica ou geográfica. Termos como les Lumières (francês), illuminism o (italiano), ilustración (espanhol), Aufklärung (alemão) e Enlightenment (inglês) referiam-se a movimentos parcialmente sobrepostos.
A historiografia do Iluminismo começou no próprio período, a partir do que figuras iluministas disseram sobre seu trabalho. Um elemento dominante foi o ângulo intelectual que eles adotaram. O Discurso Preliminar de Jean le Rond d'Alembert na Encyclopédie fornece uma história do Iluminismo que compreende uma lista cronológica de desenvolvimentos no domínio do conhecimento - do qual a Enciclopédia constitui o auge. Em 1783, Mendelssohn referiu-se ao Iluminismo como um processo pelo qual o homem foi educado no uso da razão. Kant chamou o Iluminismo de "libertação do homem de sua tutela autoimposta", sendo a tutela "a incapacidade do homem de fazer uso de seu entendimento sem a direção de outro". "Para Kant, o Iluminismo foi a maioridade final da humanidade, a emancipação da consciência humana de um estado imaturo de ignorância". O estudioso alemão Ernst Cassirer chamou o Iluminismo de "uma parte e uma fase especial de todo esse desenvolvimento intelectual por meio do qual o pensamento filosófico moderno ganhou sua autoconfiança e autoconsciência características". De acordo com o historiador Roy Porter, a libertação da mente humana de um estado dogmático de ignorância é o epítome do que a Era do Iluminismo estava tentando capturar.
Bertrand Russell via o Iluminismo como uma fase de um desenvolvimento progressivo que começou na antiguidade e que a razão e os desafios à ordem estabelecida foram ideais constantes durante todo esse tempo. Russell disse que o Iluminismo nasceu, em última análise, da reação protestante contra a Contrarreforma Católica e que visões filosóficas como a afinidade pela democracia contra a monarquia se originaram entre os protestantes do século XVI para justificar seu desejo de romper com a Igreja Católica. Embora muitos desses ideais filosóficos tenham sido adotados pelos católicos, Russell argumenta que, no século XVIII, o Iluminismo foi a principal manifestação do cisma que começou com Martinho Lutero. Jonathan Israel rejeita as tentativas dos historiadores pós-modernos e marxistas de compreender as ideias revolucionárias do período puramente como subprodutos de transformações sociais e econômicas. Em vez disso, ele se concentra na história das ideias no período de 1650 até o final do século XVIII e afirma que foram as próprias ideias que causaram a mudança que eventualmente levou às revoluções da segunda metade do século XVIII e do início do século XIX. Israel argumenta que até à década de 1650 a civilização ocidental “baseava-se num núcleo largamente partilhado de fé, tradição e autoridade”.

### Período de tempo
Há pouco consenso sobre o início preciso da Era do Iluminismo, embora vários historiadores e filósofos argumentem que ela foi marcada pela filosofia de Descartes de 1637, Cogito ergo sum ("Penso, logo existo"), que mudou a base epistemológica da autoridade externa para a certeza interna. Na França, muitos citaram a publicação dos Principia Mathematica de Newton (1687), que se baseou no trabalho de cientistas anteriores e formulou as leis do movimento e da gravitação universal. Os historiadores franceses costumam situar o Siècle des Lumières ("Século das Luzes") entre 1715 e 1789: do início do reinado de Luís XV até a Revolução Francesa. A maioria dos estudiosos usa os últimos anos do século, escolhendo frequentemente a Revolução Francesa ou o início das Guerras Napoleônicas (1804) como um ponto conveniente no tempo para datar o fim do Iluminismo.
Nos últimos anos, os estudiosos expandiram o período de tempo e a perspectiva global do Iluminismo examinando: (1) como os intelectuais europeus não trabalharam sozinhos e outras pessoas ajudaram a espalhar e adaptar as ideias do Iluminismo, (2) como as ideias do Iluminismo foram "uma resposta à interação transfronteiriça e à integração global " e (3) como o Iluminismo "continuou ao longo do século XIX e além". O Iluminismo "não foi meramente uma história de difusão" e "foi o trabalho de atores históricos em todo o mundo... que invocaram o termo... para seus próprios propósitos específicos".

### Estudo moderno
No livro Dialética do Esclarecimento de 1947, os filósofos da Escola de Frankfurt Max Horkheimer e Theodor W. Adorno argumentam: 

O Iluminismo, entendido no sentido mais amplo como o avanço do pensamento, sempre teve como objetivo libertar os seres humanos do medo e instalá-los como mestres. No entanto, a terra totalmente iluminada irradia sob o signo do desastre triunfante
Ampliando o argumento de Horkheimer e Adorno, o historiador intelectual Jason Josephson-Storm argumenta que qualquer ideia do Iluminismo como um período claramente definido, separado do Renascimento anterior e do Romantismo ou Contrailuminismo posterior, constitui um mito. Storm aponta que há periodizações muito diferentes e mutuamente contraditórias do Iluminismo, dependendo da nação, campo de estudo e escola de pensamento; que o termo e a categoria de "Iluminismo" referindo-se à Revolução Científica foram realmente aplicados após o fato histórico ter acontedio; que o Iluminismo não viu um aumento no desencantamento do mundo ou no domínio da visão de mundo mecanicista; e que uma confusão nas primeiras ideias modernas das humanidades e ciências naturais torna difícil circunscrever uma Revolução Científica. Storm defende sua categorização do Iluminismo como "mito" ao observar o papel regulador que as ideias de um período iluminista e de desencanto desempenham na cultura ocidental moderna, de tal forma que a crença na magia, no espiritualismo e até mesmo na religião parece um tanto tabu nas camadas intelectuais.
Na década de 1970, o estudo do Iluminismo expandiu-se para incluir as formas como as ideias do Iluminismo se espalharam pelas colônias europeias e como interagiram com as culturas indígenas e como o Iluminismo ocorreu em áreas anteriormente não estudadas, como a Itália, a Grécia, os Balcãs, a Polônia, a Hungria e a Rússia.

## Sociedade e cultura

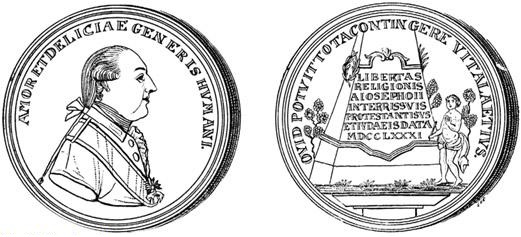
Uma medalha cunhada durante o reinado de José II do Sacro Império Romano-Germânico, comemorando sua concessão de liberdade religiosa aos judeus e protestantes na Hungria. Outra reforma importante de José II foi a abolição da servidão.

Em contraste com a abordagem historiográfica intelectual do Iluminismo, que examina as várias correntes ou discursos do pensamento intelectual dentro do contexto europeu durante os séculos XVII e XVIII, a abordagem cultural (ou social) examina as mudanças que ocorreram na sociedade e na cultura europeias. Esta abordagem estuda o processo de mudança de sociabilidades e práticas culturais durante o Iluminismo. Um dos principais elementos da cultura do Iluminismo foi a ascensão da esfera pública, um "reino de comunicação marcado por novas arenas de debate, formas mais abertas e acessíveis de espaço público urbano e sociabilidade, e uma explosão da cultura impressa", no final do século XVII e no século XVIII. Os elementos da esfera pública incluíam o fato de ser igualitária, de discutir o domínio de “interesse comum” e de o argumento ser fundado na razão. Habermas usa o termo "preocupação comum" para descrever aquelas áreas de conhecimento e discussão política/social que antes eram território exclusivo do Estado e das autoridades religiosas, agora abertas ao exame crítico pela esfera pública. Os valores desta esfera pública burguesa incluíam a consideração da razão como suprema, a consideração de tudo como aberto à crítica (a esfera pública é crítica) e a oposição ao segredo de todos os tipos.

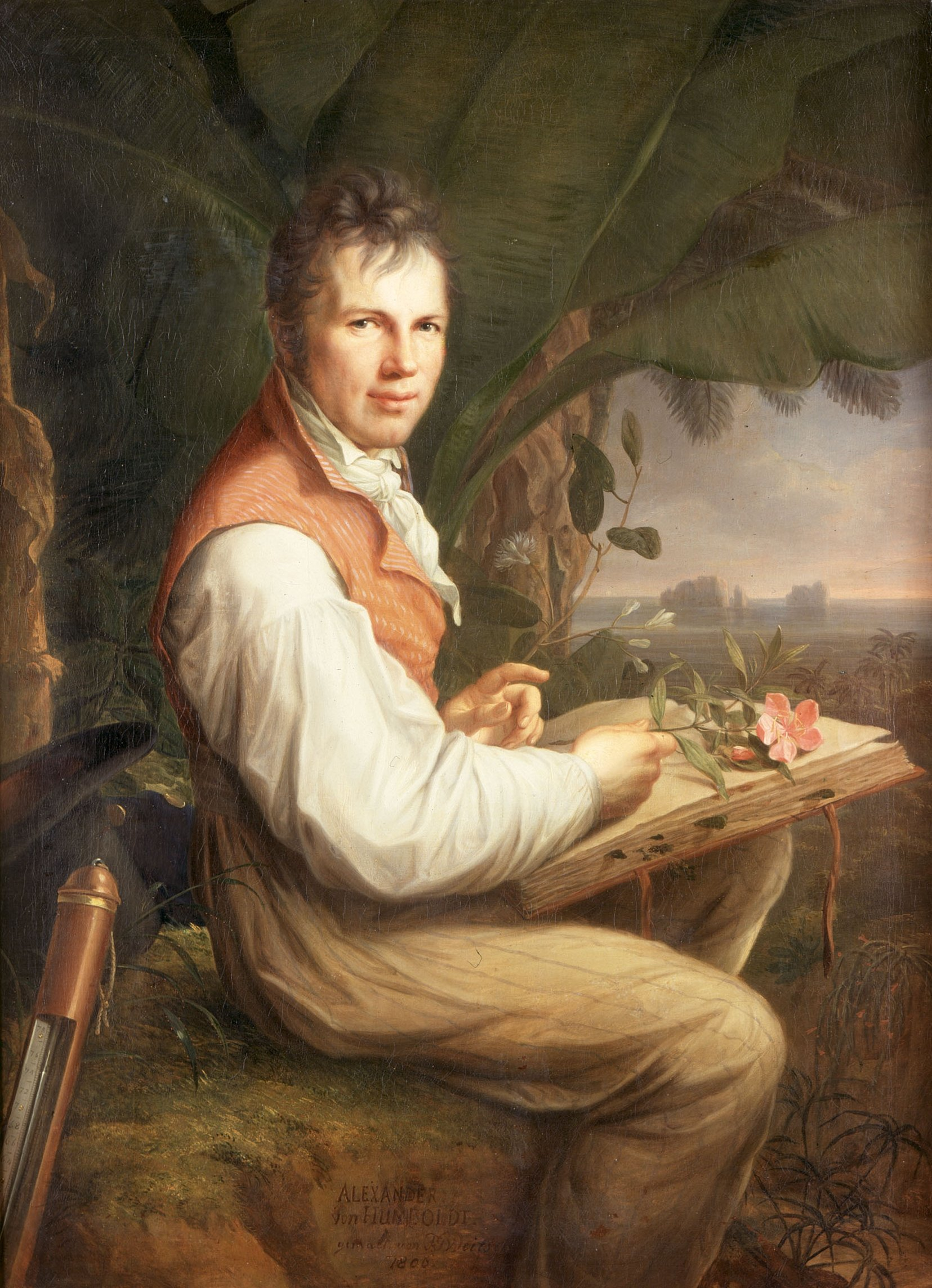
O explorador alemão Alexander von Humboldt demonstrou o seu desgosto pela escravatura e criticou frequentemente as políticas coloniais — sempre agiu com base numa convicção profundamente humanista, sustentada pelas ideias do Iluminismo.

A criação da esfera pública tem sido associada a duas tendências históricas de longo prazo: a ascensão do Estado-nação moderno e a ascensão do capitalismo. O Estado-nação moderno, ao consolidar o poder público, criou, por contraponto, um reino privado da sociedade independente do Estado, o que permitiu a esfera pública. O capitalismo também aumentou a autonomia e a autoconsciência da sociedade, bem como uma necessidade crescente de troca de informações. À medida que a esfera pública emergente se expandia, abrangia uma grande variedade de instituições e as mais comumente citadas eram as cafetarias e cafés, os salões e a esfera pública literária, figurativamente localizada na República das Letras. Na França, a criação da esfera pública foi ajudada pela mudança da aristocracia do palácio do rei em Versalhes para Paris por volta de 1720, uma vez que os seus gastos ricos estimularam o comércio de luxos e criações artísticas, especialmente pinturas finas.
O contexto para a ascensão da esfera pública foi a mudança econômica e social comumente associada à Revolução Industrial: "Expansão econômica, urbanização crescente, crescimento populacional e melhoria das comunicações em comparação com a estagnação do século anterior". A crescente eficiência nas técnicas de produção e comunicação reduziu os preços dos bens de consumo e aumentou a quantidade e a variedade de bens disponíveis aos consumidores (incluindo a literatura essencial para a esfera pública). Entretanto, a experiência colonial (a maioria dos Estados europeus tinham impérios coloniais no século XVIII) começou a expor a sociedade europeia a culturas extremamente heterogêneas, levando à quebra de "barreiras entre sistemas culturais, divisões religiosas, diferenças de género e áreas geográficas".
A palavra "público" implica o mais alto nível de inclusão — a esfera pública, por definição, deve ser aberta a todos. No entanto, essa esfera só era pública em graus relativos. Os pensadores iluministas contrastavam frequentemente a sua concepção do "público" com a do povo: o Marquês de Condorcet contrastava a "opinião" com a população, Jean-François Marmontel "a opinião dos homens de letras" com "a opinião da multidão" e Jean le Rond d'Alembert o "público verdadeiramente esclarecido" com "a multidão cega e barulhenta". Além disso, a maioria das instituições da esfera pública excluíam tanto as mulheres como as classes mais baixas.

### Implicações nas artes
Devido ao foco na razão em detrimento da superstição, o Iluminismo cultivou as artes. A ênfase no aprendizado, na arte e na música tornou-se mais difundida, especialmente com o crescimento da classe média. Áreas de estudo como literatura, filosofia, ciência e belas artes exploraram cada vez mais assuntos com os quais o público em geral, além dos profissionais e clientes anteriormente mais segregados, poderia se relacionar.

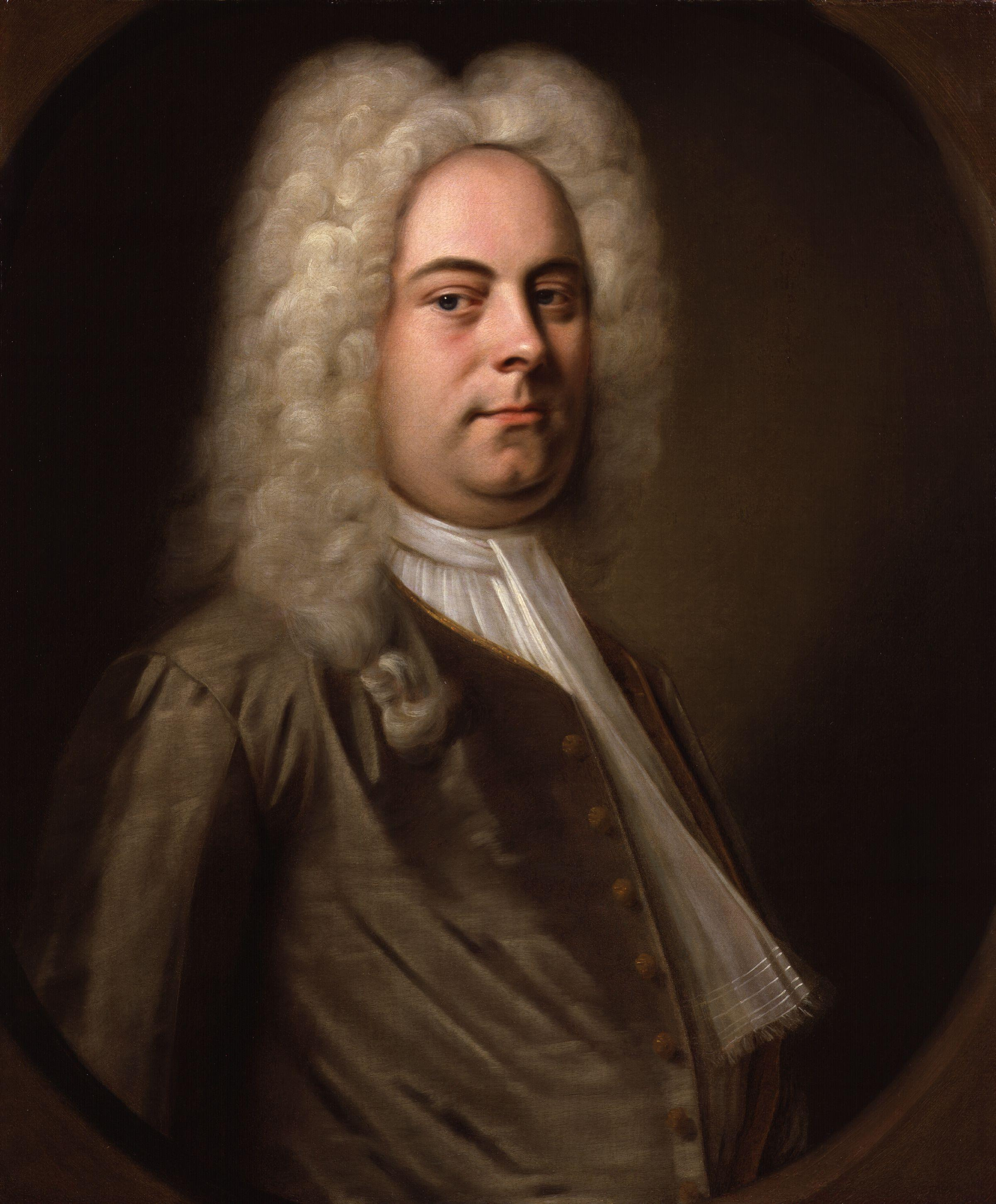
Georg Friedrich Händel

À medida que os músicos passaram a depender mais do apoio público, os concertos públicos se tornaram cada vez mais populares e ajudaram a complementar a renda dos artistas e compositores. Os concertos também os ajudaram a atingir um público maior. Georg Friedrich Händel, por exemplo, exemplificou isso com suas atividades musicais amplamente públicas em Londres. Ele ganhou fama considerável lá com apresentações de suas óperas e oratórios. A música de Joseph Haydn e Wolfgang Amadeus Mozart, com seus estilos clássicos vienenses, é geralmente considerada a mais alinhada com os ideais iluministas.
O desejo de explorar, registrar e sistematizar conhecimento teve um impacto significativo nas publicações musicais. O Dictionnaire de musique de Jean-Jacques Rousseau (publicado em 1767 em Genebra e 1768 em Paris) foi um texto importante no final do século XVIII. Este dicionário amplamente disponível fornecia definições curtas de palavras como "gênio" e "gosto" e foi claramente influenciado pelo movimento iluminista. Outro texto influenciado pelos valores do Iluminismo foi A História Geral da Música: Das Primeiras Eras ao Período Presente (1776), de Charles Burney, que foi um levantamento histórico e uma tentativa de racionalizar elementos da música sistematicamente ao longo do tempo. Recentemente, musicólogos têm demonstrado interesse renovado nas ideias e consequências do Iluminismo. Por exemplo, as Variações Desconstrutivas de Rose Rosengard Subotnik (subintituladas Música e Razão na Sociedade Ocidental) comparam Die Zauberflöte (1791) de Mozart usando as perspectivas iluministas e românticas e concluem que a obra é "uma representação musical ideal do Iluminismo".
À medida que a economia e a classe média se expandiam, havia um número crescente de músicos amadores. Uma manifestação disso incluía as mulheres, que se envolveram mais com a música em nível social. As mulheres já estavam envolvidas em papéis profissionais como cantoras e aumentaram sua presença no cenário de artistas amadores, especialmente com música de teclado. As editoras musicais começaram a imprimir músicas que amadores pudessem entender e tocar. A maioria das obras publicadas foram para teclado, voz e teclado e conjunto de câmara. Depois que esses gêneros iniciais se popularizaram, a partir de meados do século, grupos amadores cantaram música coral, o que se tornou uma nova tendência para os editores capitalizarem. O estudo crescente das artes plásticas, bem como o acesso a obras publicadas voltadas para amadores, fez com que mais pessoas se interessassem em ler e discutir música. Revistas de música, resenhas e trabalhos críticos que agradavam tanto a amadores quanto a conhecedores começaram a surgir.

## Disseminação de ideias
Os philosophes gastaram muita energia disseminando suas ideias entre homens e mulheres educados em cidades cosmopolitas. Eles usaram muitos locais, alguns deles bem novos.

### República das Letras

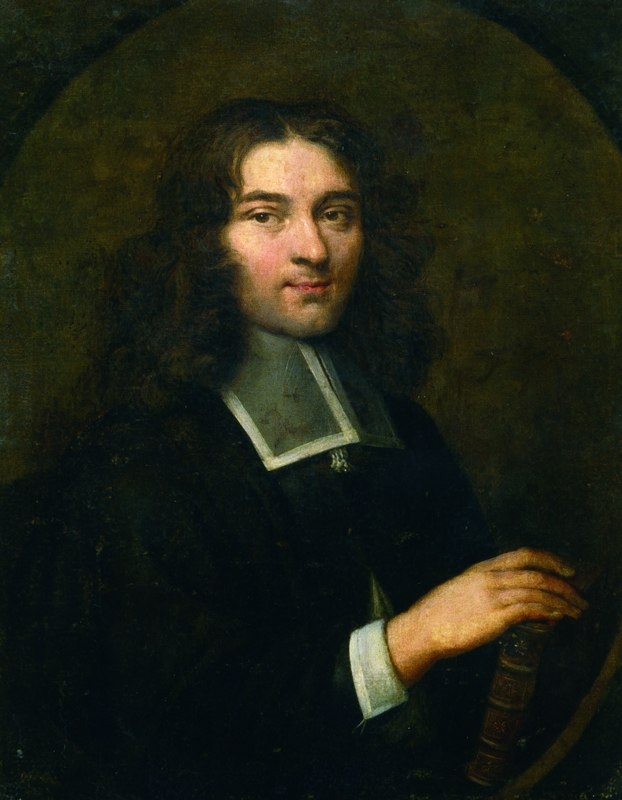
Filósofo francês Pierre Bayle

O termo "República das Letras" foi cunhado em 1664 por Pierre Bayle em seu jornal Nouvelles de la Republique des Lettres. No final do século XVIII, o editor da Histoire de la République des Lettres en France, uma pesquisa literária, descreveu a República das Letras como sendo:

Em meio a todos os governos que decidem o destino dos homens; no seio de tantos Estados, a maioria deles despóticos (...) existe um certo reino que domina apenas a mente (...) que honramos com o nome de República, porque preserva uma medida de independência e porque é quase sua essência ser livre. É o reino do talento e do pensamento.
A República das Letras foi a soma de uma série de ideais do Iluminismo: um reino igualitário governado pelo conhecimento que poderia agir através de fronteiras políticas e rivalizar com o poder estatal. Era um fórum que apoiava o "exame público livre de questões relativas à religião ou à legislação". Kant considerava a comunicação escrita essencial para a sua concepção da esfera pública; uma vez que todos fizessem parte do "público leitor", então a sociedade poderia ser considerada esclarecida. As pessoas que participaram da República das Letras, como Diderot e Voltaire, são frequentemente conhecidas hoje como figuras importantes do Iluminismo. Na verdade, os homens que escreveram a Encyclopédie de Diderot formaram, sem dúvida, um microcosmo da "república" maior.
Muitas mulheres desempenharam um papel essencial no Iluminismo francês por causa do papel que desempenhavam como salonnières nos salões parisienses, em contraste com os filósofos homens. O salão era a principal instituição social da república e "tornou-se o espaço de trabalho civil do projeto do Iluminismo". As mulheres, como salonnières, eram "as legítimas governantes do discurso potencialmente indisciplinado" que ocorria no seu seio. Enquanto as mulheres eram marginalizadas na cultura pública do Antigo Regime, a Revolução Francesa destruiu as antigas restrições culturais e econômicas do clientelismo e do corporativismo (guildas), abrindo a sociedade francesa à participação feminina, particularmente na esfera literária.
Na França, os homens de letras estabelecidos (gens de lettres) fundiram-se com as elites (les grands) da sociedade francesa em meados do século XVIII. Isto levou à criação de uma esfera literária de oposição, a "Grub Street", o domínio de uma "multidão de versificadores e aspirantes a autores". Estes homens vieram para Londres para se tornarem autores apenas para descobrirem que o mercado literário não conseguia sustentar um grande número de escritores, que em qualquer caso eram muito mal remunerados pelas guildas de publicação e venda de livros. Os escritores da Grub Street, os Grub Street Hacks, ficaram amargurados com o sucesso relativo dos homens de letras e encontraram uma saída para a sua literatura que era caracterizada pela libelle. Escritos principalmente na forma de panfletos, os libelles "caluniavam a corte, a Igreja, a aristocracia, as academias, os salões, tudo o que era elevado e respeitável, incluindo a própria monarquia". Le Gazetier cuirassé, de Charles Théveneau de Morande, foi um protótipo do gênero. Foi a literatura da "Grub Street" que foi mais lida pelo público durante o Iluminismo. Segundo Darnton, o mais importante é que os Grub Street Hacks herdaram o "espírito revolucionário" outrora demonstrado pelos philosophes e abriram caminho para a Revolução Francesa ao dessacralizar figuras de autoridade política, moral e religiosa na França.

### Indústria do livro

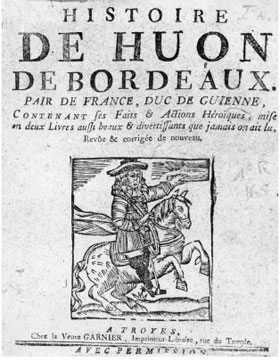
Huon of Bordeaux, impresso em Troyes por Widow Oudot (Anne Hussard) c. 1720

O aumento do consumo de materiais de leitura de todos os tipos foi uma das principais características do Iluminismo "social". Os desenvolvimentos na Revolução Industrial permitiram que bens de consumo fossem produzidos em maiores quantidades a preços mais baixos, encorajando a disseminação de livros, panfletos, jornais e revistas – "meios de transmissão de ideias e atitudes". O desenvolvimento comercial também aumentou a demanda por informações, juntamente com o aumento populacional e a urbanização. No entanto, a demanda por material de leitura se estendeu para além do âmbito comercial e das classes alta e média, como evidenciado pela bibliothèque bleue. As taxas de alfabetização são difíceis de avaliar, mas em França as taxas duplicaram ao longo do século XVIII. Refletindo a influência decrescente da religião, o número de livros sobre ciência e arte publicados em Paris duplicou entre 1720 e 1780, enquanto o número de livros sobre religião caiu para apenas um décimo do total.
A leitura passou por sérias mudanças no século XVIII. Em particular, Rolf Engelsing defendeu a existência de uma revolução na leitura. Até 1750, a leitura era feita intensivamente: as pessoas tendiam a ter uma pequena quantidade de livros e liam-nos repetidamente, geralmente para um público pequeno. Depois de 1750, as pessoas começaram a ler “extensivamente”, encontrando tantos livros quanto podiam, lendo-os cada vez mais sozinhas. Isto é apoiado pelo aumento das taxas de alfabetização, especialmente entre as mulheres.

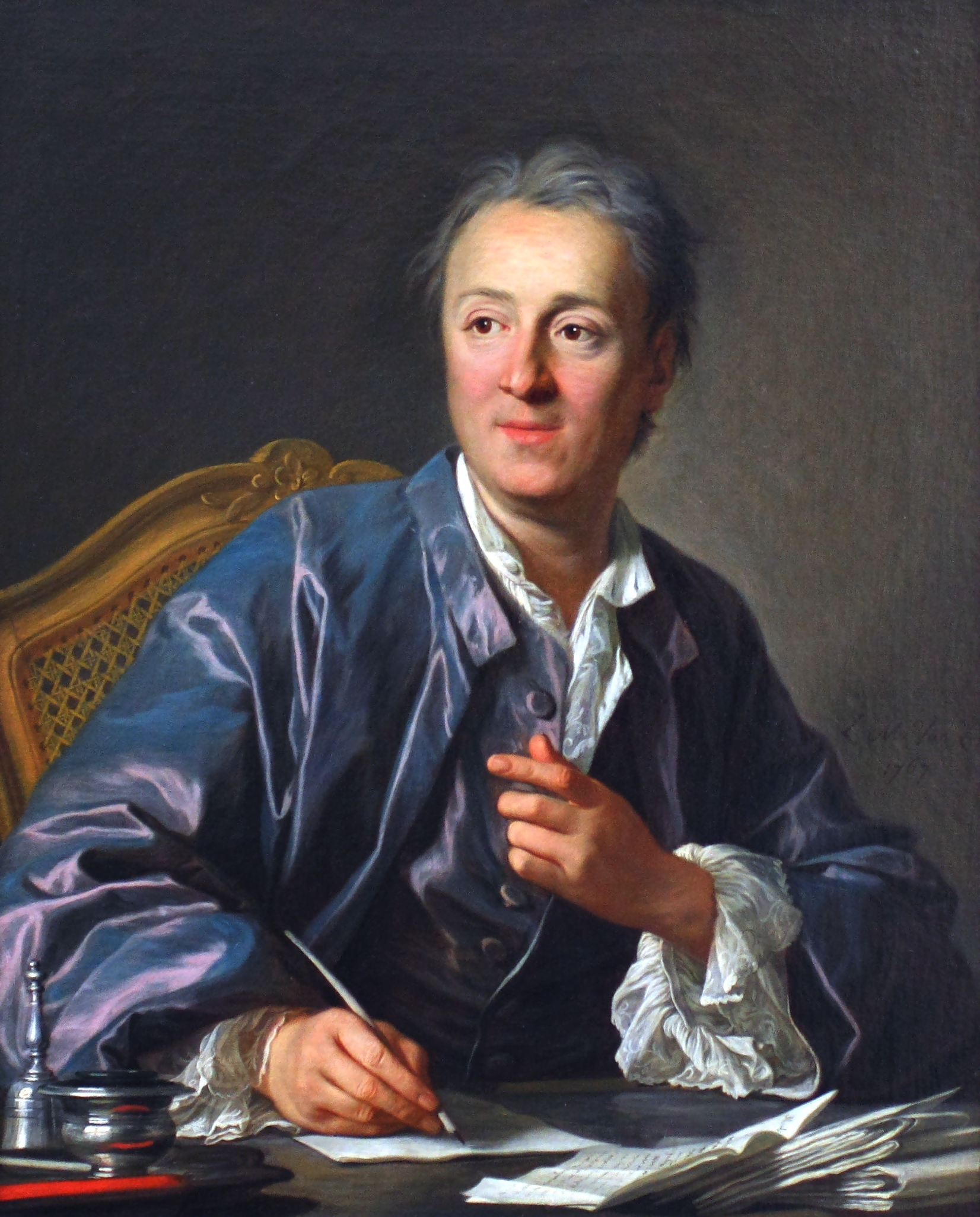
Denis Diderot é mais conhecido como editor da Encyclopédie

É difícil determinar o que as pessoas realmente liam durante o Iluminismo. Por exemplo, examinar os catálogos de bibliotecas privadas cria uma imagem distorcida em favor das classes ricas o suficiente para pagar bibliotecas e também ignora obras censuradas que dificilmente serão reconhecidas publicamente. Por esta razão, um estudo sobre publicação seria muito mais proveitoso para discernir hábitos de leitura. Em toda a Europa continental, mas especialmente na França, livreiros e editores tiveram que negociar leis de censura de rigor variável. Por exemplo, a Encyclopédie escapou por pouco da apreensão e teve que ser salva por Guillaume-Chrétien de Lamoignon de Malesherbes, o homem responsável pela censura francesa. De fato, muitas editoras estavam convenientemente localizadas fora da França para evitar os censores franceses excessivamente zelosos. Eles contrabandeavam suas mercadorias através da fronteira, onde eram então transportadas para livreiros clandestinos ou pequenos vendedores ambulantes. Os registos dos livreiros clandestinos podem dar uma melhor representação do que os franceses letrados poderiam realmente ter lido, uma vez que a sua natureza clandestina proporcionava uma escolha de produtos menos restritiva. Em um caso, livros políticos foram a categoria mais popular, principalmente difamações e panfletos. Os leitores estavam mais interessados em histórias sensacionalistas sobre criminosos e corrupção política do que na teoria política em si. A segunda categoria mais popular, "obras gerais" (aqueles livros "que não tinham um tema dominante e que continham algo que ofendia quase todas as autoridades"), demonstrou uma alta demanda por literatura subversiva, geralmente de baixo nível intelectual. No entanto, essas obras nunca fizeram parte do cânone literário e, como resultado, são amplamente esquecidas hoje.
Uma indústria editorial saudável e legal existia em toda a Europa, embora editoras e livreiros estabelecidos ocasionalmente infringissem a lei. Por exemplo, a Encyclopédie, condenada tanto pelo Rei como pelo Papa Clemente XII, acabou por ser publicada com a ajuda do já mencionado Malesherbes e com o uso criativo da lei de censura francesa. No entanto, muitas obras eram vendidas sem qualquer problema legal. Registros de empréstimos de bibliotecas na Inglaterra, Alemanha e América do Norte indicam que mais de 70% dos livros emprestados eram romances. Menos de 1% dos livros eram de natureza religiosa, o que indica uma tendência geral de declínio da religiosidade.

### História natural

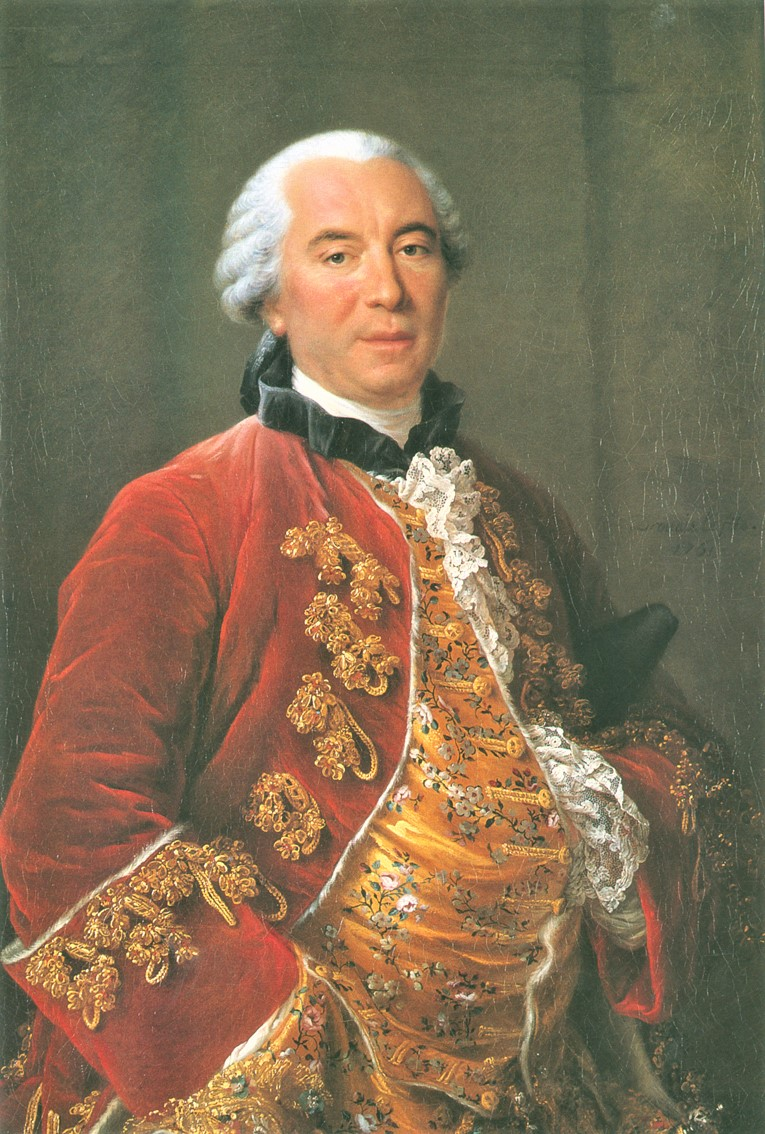
Georges Buffon é mais lembrado por sua Histoire naturelle, uma enciclopédia de 44 volumes que descreve tudo o que se sabe sobre o mundo natural.

Um gênero que ganhou grande importância foi o da literatura científica. A história natural, em particular, tornou-se cada vez mais popular entre as classes altas. Obras de história natural incluem Histoire naturelle des insectes, de René-Antoine Ferchault de Réaumur, e La Myologie complète, ou description de tous les muscle du corps humain, de Jacques Gautier d'Agoty (1746). Fora da França do Antigo Regime, a história natural era uma parte importante da medicina e da indústria, abrangendo os campos da botânica, zoologia, meteorologia, hidrologia e mineralogia. Estudantes em universidades e academias do Iluminismo aprendiam essas disciplinas para prepará-los para carreiras tão diversas quanto medicina e teologia. Como demonstrado por Matthew Daniel Eddy, a história natural neste contexto era uma atividade muito da classe média e funcionava como uma zona de comércio fértil para a troca interdisciplinar de diversas ideias científicas.
O público-alvo da história natural era a classe alta francesa, evidenciado mais pelo discurso específico do gênero do que pelos preços geralmente altos de suas obras. Os naturalistas atendiam ao desejo de erudição da classe alta: muitos textos tinham um propósito instrutivo explícito. No entanto, a história natural era frequentemente uma questão política. Como escreve Emma Spary, as classificações usadas pelos naturalistas “deslizaram entre o mundo natural e o social ... para estabelecer não apenas a competência dos naturalistas sobre o natural, mas também o domínio do natural sobre o social." A ideia de gosto (le goût) era um indicador social: para ser verdadeiramente capaz de categorizar a natureza, era preciso ter o gosto adequado, uma capacidade de discrição partilhada por todos os membros da classe alta. Desta forma, a história natural difundiu muitos dos desenvolvimentos científicos da época, mas também forneceu uma nova fonte de legitimidade para a classe dominante. A partir desta base, os naturalistas poderiam então desenvolver os seus próprios ideais sociais com base nos seus trabalhos científicos.

### Revistas científicas e literárias

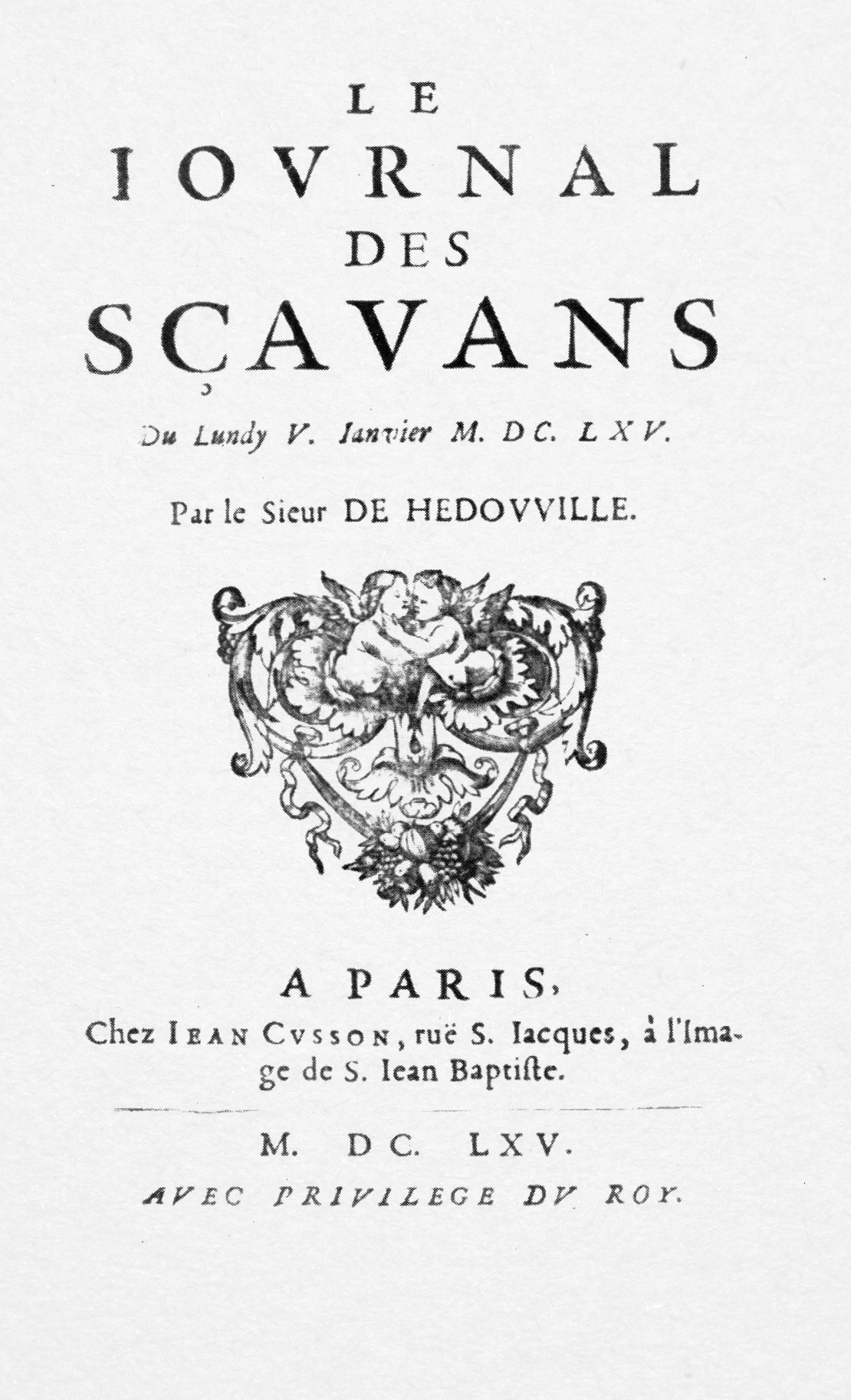
Journal des sçavans foi o primeiro periódico acadêmico publicado na Europa.

Os primeiros periódicos científicos e literários foram criados durante o Iluminismo. O primeiro jornal, o parisiense Journal des sçavans, apareceu em 1665. Entretanto, foi somente em 1682 que os periódicos começaram a ser produzidos de forma mais ampla. Francês e latim eram as línguas dominantes de publicação, mas também havia uma demanda constante por material em alemão e neerlandês. Em geral, havia baixa demanda por publicações em inglês no continente, o que se refletiu na falta de interesse da Inglaterra por obras francesas. Idiomas com menor presença no mercado internacional — como dinamarquês, espanhol e português — tiveram mais dificuldade para obter sucesso em periódicos e um idioma mais internacional foi usado em seu lugar. O francês aos poucos assumiu o status do latim como língua franca dos círculos eruditos. Isto, por sua vez, deu precedência à indústria editorial nos Países Baixos, onde a grande maioria destes periódicos em língua francesa foram produzidos.
Jonathan Israel chamou os periódicos de a inovação cultural mais influente da cultura intelectual europeia. Eles desviaram a atenção do "público culto" das autoridades estabelecidas para a novidade e a inovação e, em vez disso, promoveram os ideais iluministas de tolerância e objetividade intelectual. Sendo uma fonte de conhecimento derivada da ciência e da razão, elas eram uma crítica implícita às noções existentes de verdade universal monopolizadas por monarquias, parlamentos e autoridades religiosas. Eles também promoveram o Iluminismo cristão que sustentou "a legitimidade da autoridade ordenada por Deus" — a Bíblia — na qual tinha de haver acordo entre as teorias bíblicas e naturais.

### Enciclopédias e dicionários

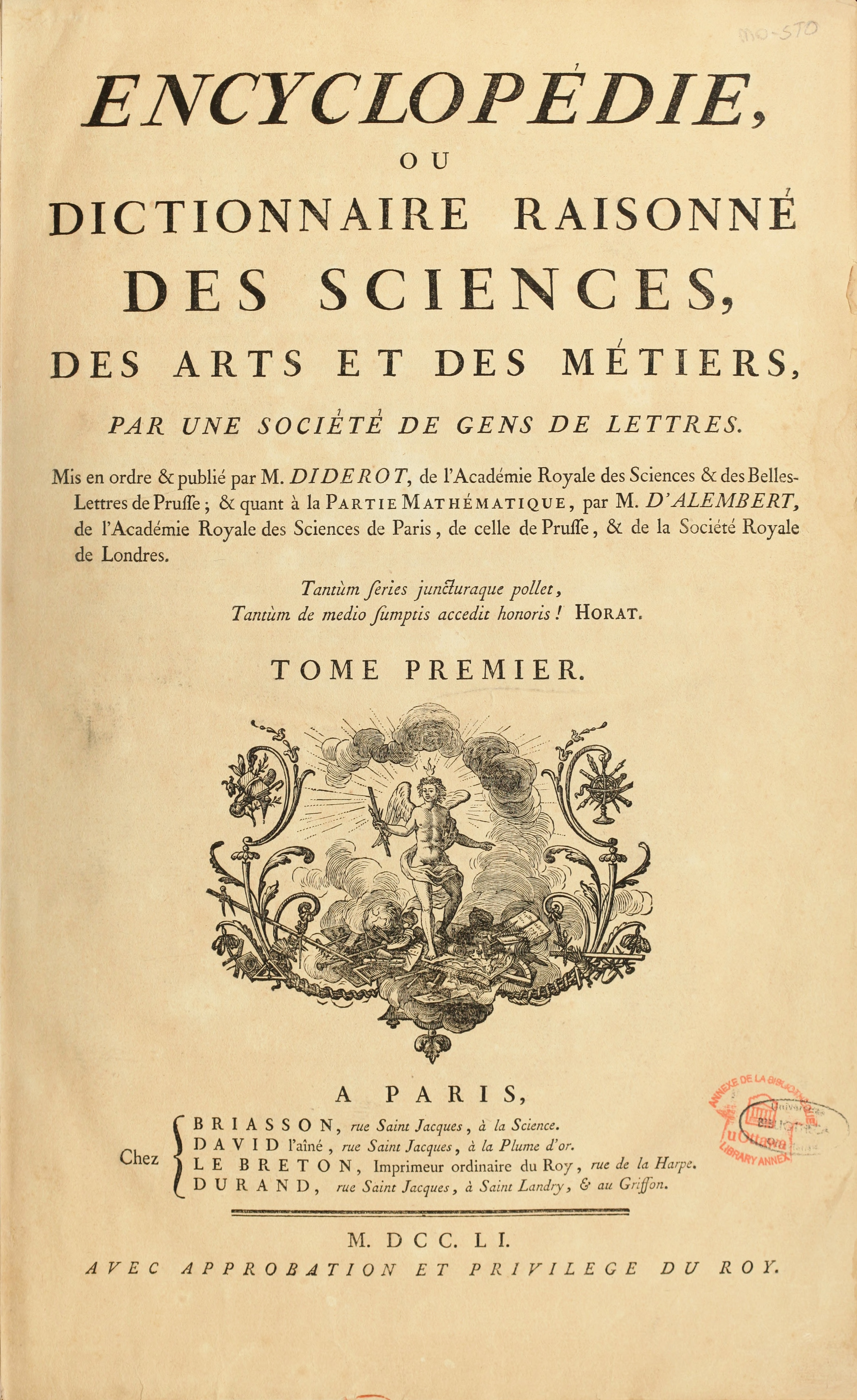
Primeira página da Encyclopédie, publicada entre 1751 e 1766

Embora a existência de dicionários e enciclopédias tenha registro até os tempos antigos, os textos passaram de palavras definidoras em uma longa lista para discussões muito mais detalhadas dessas palavras em dicionários enciclopédicos do século XVIII. O primeiro dicionário técnico foi elaborado por John Harris e intitulado Lexicon Technicum. O livro de Harris evita entradas teológicas e biográficas e, em vez disso, concentra-se em ciência e tecnologia. Publicado em 1704, o Lexicon Technicum foi o primeiro livro escrito em inglês que adotou uma abordagem metódica para descrever matemática e aritmética comercial, juntamente com ciências físicas e navegação. 
Entretanto, o principal exemplo de obras de referência que sistematizaram o conhecimento científico na Era do Iluminismo foram as enciclopédias universais e não os dicionários técnicos. O objetivo das enciclopédias universais era registrar todo o conhecimento humano em uma obra de referência abrangente. A mais conhecida dessas obras é Encyclopédie, ou dictionnaire raisonné des sciences, des arts et des métiers, de Diderot e d'Alembert. A obra, que começou a ser publicada em 1751, era composta de 35 volumes e mais de 71 mil artigos separadas. Um grande número de verbetes era dedicado a descrever as ciências e os ofícios em detalhes e fornecia aos intelectuais de toda a Europa uma pesquisa de alta qualidade sobre o conhecimento humano. A obra massiva foi organizada de acordo com uma "árvore do conhecimento" que refletia a divisão marcante entre as artes e as ciências, que era em grande parte resultado da ascensão do empirismo. Ambas as áreas do conhecimento foram unidas pela filosofia, ou o tronco da árvore do conhecimento. A dessacralização da religião pelo Iluminismo foi pronunciada no desenho da árvore, particularmente onde a teologia representava um ramo periférico, com a magia negra como vizinha próxima. À medida que a Encyclopédie ganhou popularidade, ela foi publicada em edições encadernadas após 1777, que eram muito mais baratas que as edições anteriores, tornando a Encyclopédie mais acessível à população não pertencente à elite. Robert Darnton estima que havia aproximadamente 25 mil cópias da Encyclopédie em circulação em toda a França e na Europa antes da Revolução Francesa. A enciclopédia extensa, mas acessível, passou a representar a transmissão do Iluminismo e da educação científica a um público em expansão.

### Popularização da ciência

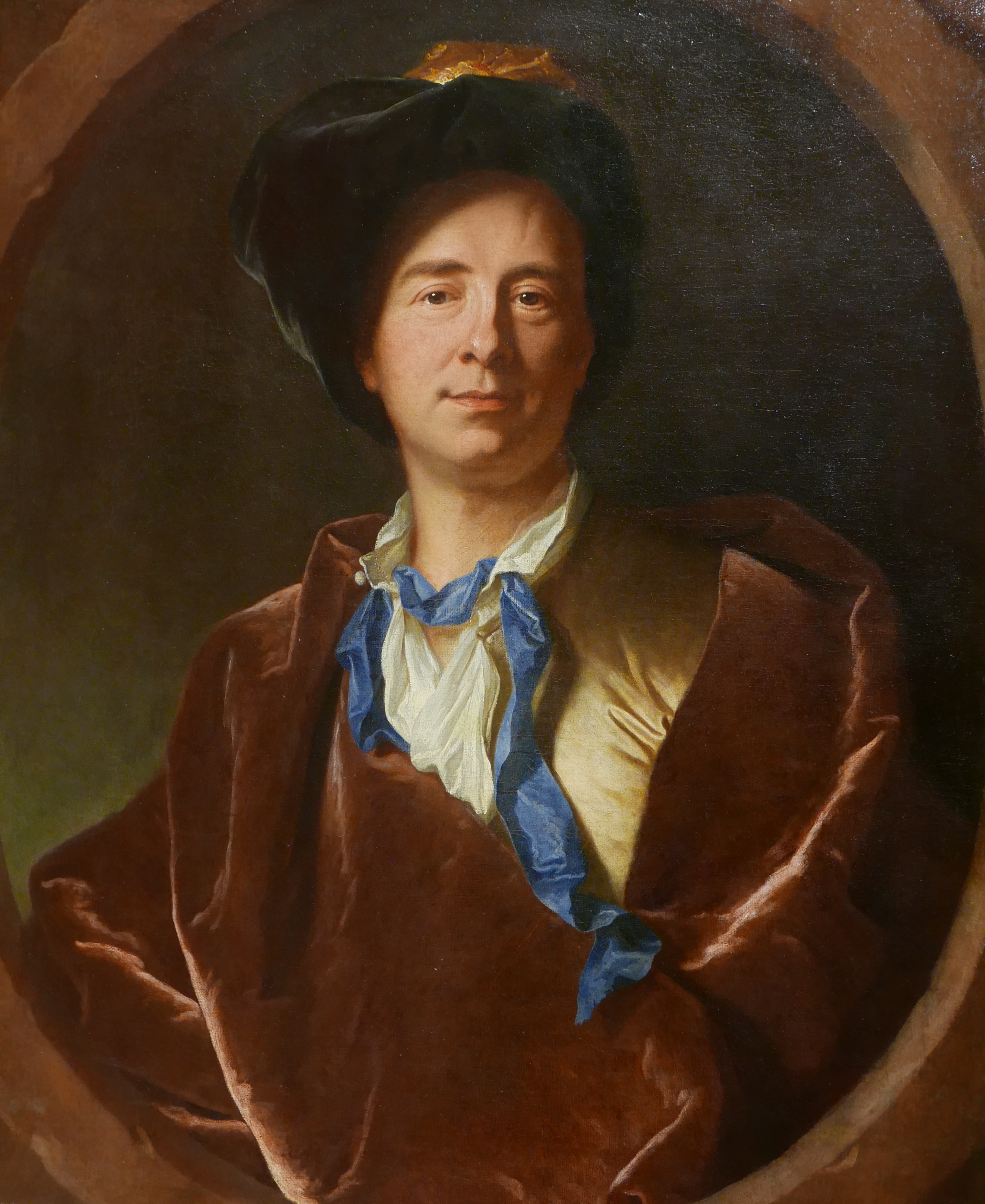
Um retrato de Bernard de Fontenelle

Um dos desenvolvimentos mais importantes que a era do Iluminismo trouxe para a disciplina da ciência foi sua popularização. Uma população cada vez mais alfabetizada em busca de conhecimento e educação tanto nas artes quanto nas ciências impulsionou a expansão da cultura impressa e a disseminação do aprendizado científico. A nova população alfabetizada foi precipitada por um grande aumento na disponibilidade de alimentos; isso permitiu que muitas pessoas saíssem da pobreza e, em vez de pagar mais por alimentos, tinham dinheiro para educação. A primeira obra significativa que expressou teoria e conhecimento científico expressamente para leigos, na língua vernácula e com o entretenimento dos leitores em mente, foi Conversas sobre a Pluralidade dos Mundos (1686), de Bernard le Bovier de Fontenelle. Essas obras populares foram escritas em um estilo discursivo, que era apresentado de forma muito mais clara para o leitor do que os artigos, tratados e livros complicados publicados pelas academias e cientistas. A Astronomia de Charles Leadbetter (1727) foi anunciada como "uma obra inteiramente nova" que incluiria "textos curtos e fáceis". A primeira introdução francesa ao newtonianismo e aos Principia foi Eléments de la philosophie de Newton, publicado por Voltaire em 1738. A tradução dos Principia feita por Émilie du Châtelet, publicada após sua morte em 1756, também ajudou a espalhar as teorias de Newton para além das academias científicas e da universidade.

### Escolas e universidades

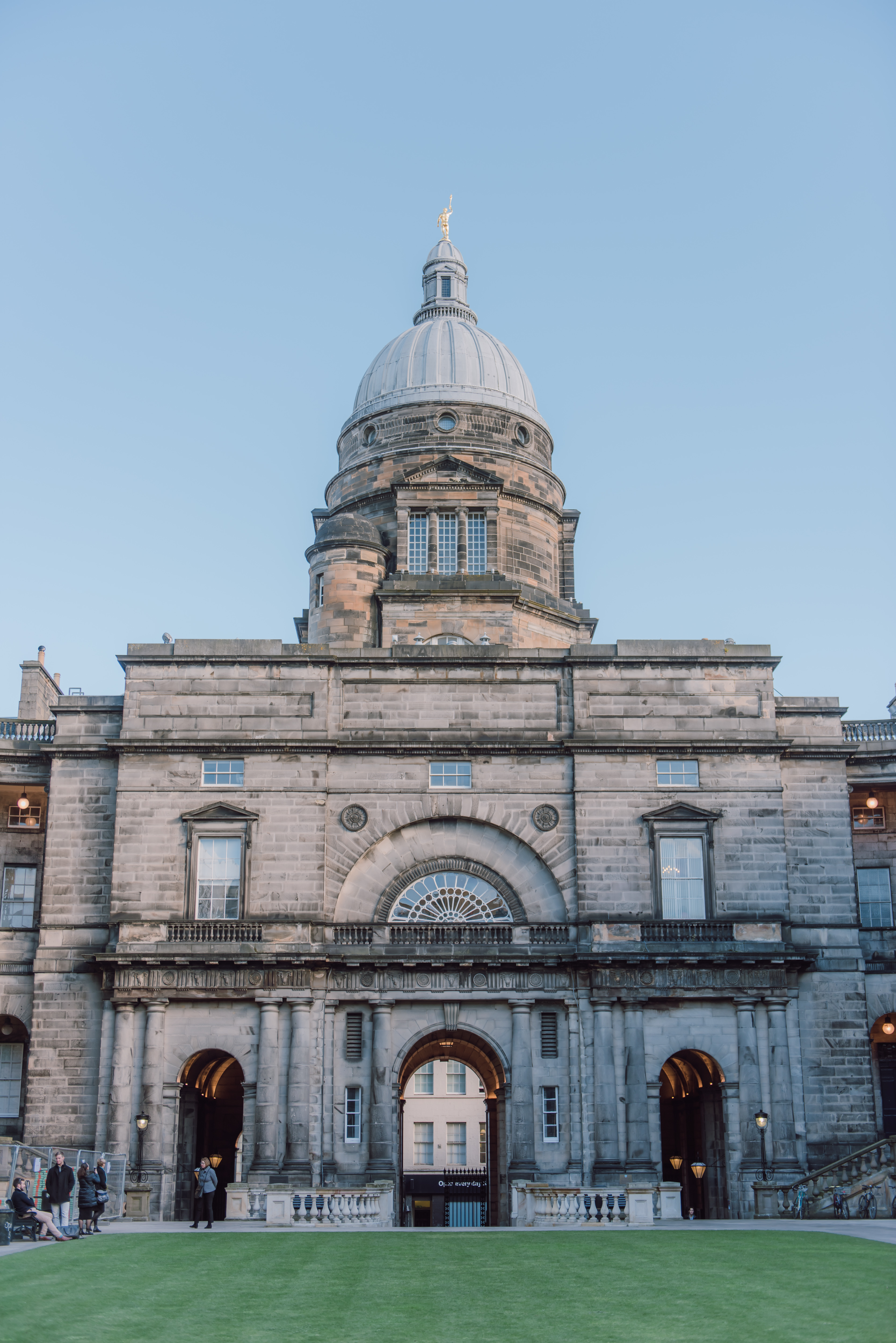
Old College da Universidade de Edimburgo, desenhado por Robert Adam

A maioria dos trabalhos sobre o Iluminismo enfatiza os ideais discutidos pelos intelectuais, em vez do estado real da educação na época. Grandes teóricos educacionais, como o inglês John Locke e o suíço Jean Jacques Rousseau, enfatizaram a importância de moldar as mentes dos jovens desde cedo. No final do Iluminismo, houve uma demanda crescente por uma abordagem mais universal à educação, principalmente após a Revolução Americana e a Revolução Francesa. A psicologia educacional predominante a partir da década de 1750, especialmente nos países do norte da Europa, foi o associacionismo: a noção de que a mente associa ou dissocia ideias por meio de rotinas repetidas. Além de ser propício às ideologias iluministas de liberdade, autodeterminação e responsabilidade pessoal, oferecia uma teoria prática da mente que permitia aos professores transformar formas antigas de cultura impressa e manuscrita em ferramentas gráficas eficazes de aprendizagem para as classes média e baixa da sociedade. As crianças eram ensinadas a memorizar fatos por meio de métodos orais e gráficos que se originaram durante o Renascimento.
Muitas das principais universidades associadas aos princípios progressistas do Iluminismo estavam localizadas no norte da Europa, sendo as mais renomadas as universidades de Leiden, Göttingen, Halle, Montpellier, Uppsala e Edimburgo. Essas universidades, especialmente Edimburgo, produziram professores cujas ideias tiveram um impacto significativo nas colônias britânicas na América do Norte e, mais tarde, nos Estados Unidos. Nas ciências naturais, a escola médica de Edimburgo também liderou o caminho na química, anatomia e farmacologia. Em outras partes da Europa, as universidades e escolas da França e da maior parte da Europa eram bastiões do tradicionalismo e não eram hospitaleiras ao Iluminismo. Em França, a principal excepção foi a universidade médica de Montpellier.

### Academias eruditas

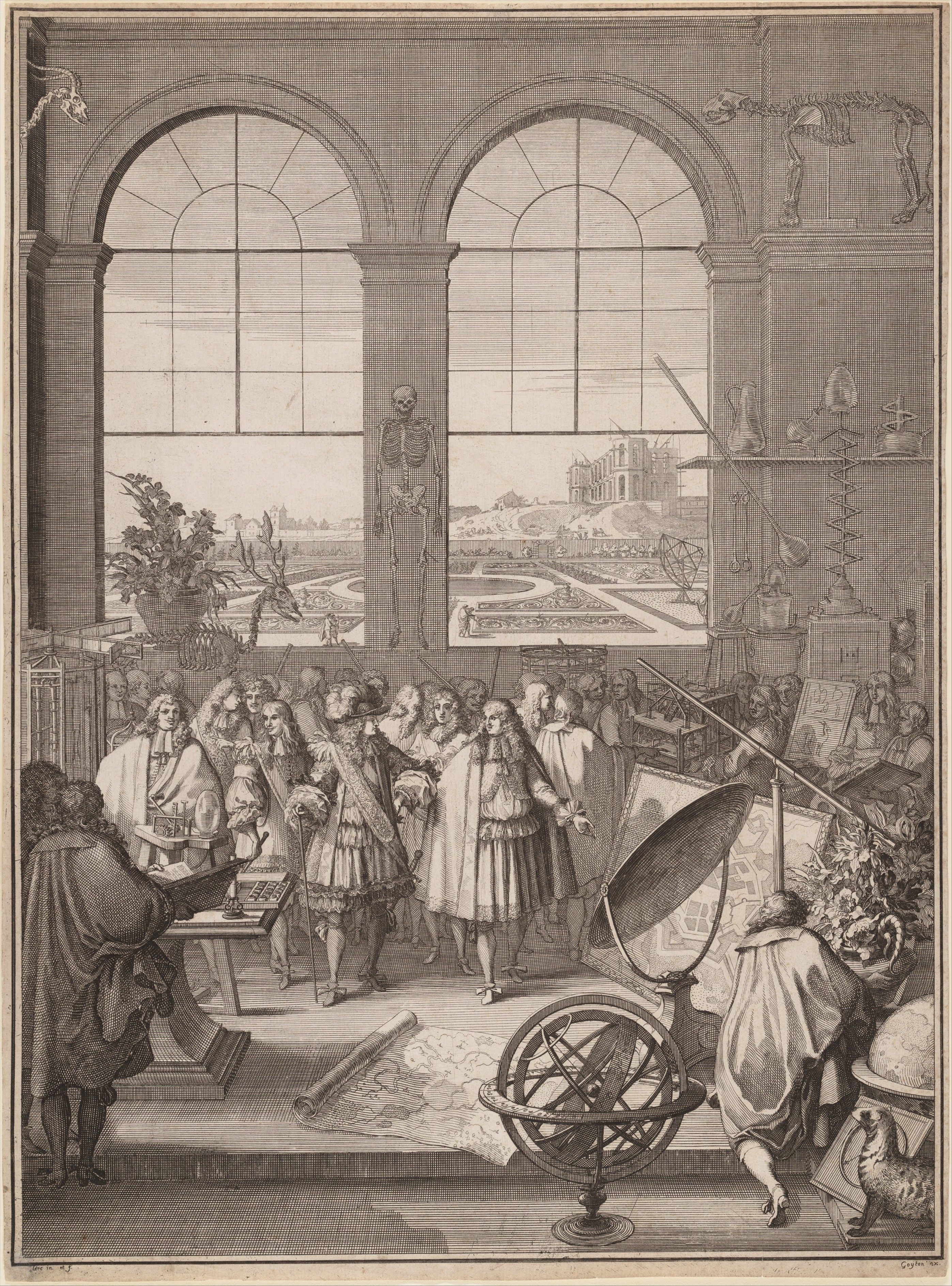
Luís XIV visitando a Académie des sciences em 1671: "É amplamente aceito que a 'ciência moderna' surgiu na Europa do século XVII, introduzindo uma nova compreensão do mundo natural" — Peter Barrett

A história das academias na França durante o Iluminismo começa com a Académie des sciences (Academia de Ciências), fundada em 1635 em Paris. Estava intimamente ligado ao Estado francês, agindo como uma extensão de um governo seriamente carente de cientistas. Ajudou a promover e organizar novas disciplinas e treinou novos cientistas. Contribuiu também para a valorização do estatuto social dos cientistas, considerando-os os “mais úteis de todos os cidadãos”. As academias demonstravam o crescente interesse pela ciência juntamente com a sua crescente secularização, como evidenciado pelo pequeno número de clérigos que eram membros (13%). A presença das academias francesas na esfera pública não pode ser atribuída aos seus membros, pois, embora a maioria de seus membros fosse burguesa, a instituição exclusiva estava aberta apenas aos acadêmicos da elite parisiense. Eles se viam como “intérpretes das ciências para o povo”. Por exemplo, foi com isso em mente que os acadêmicos se encarregaram de refutar a pseudociência popular do mesmerismo.
A maior contribuição das academias francesas para a esfera pública vem dos concours académiques (traduzido livremente como "concursos acadêmicos") que elas patrocinavam por toda a França. Esses concursos acadêmicos foram talvez os mais públicos de qualquer instituição durante o Iluminismo. A prática de competições remonta à Idade Média e foi revivida em meados do século XVII. O tema anteriormente era geralmente religioso e/ou monárquico, apresentando ensaios, poesia e pintura. No entanto, por volta de 1725, a temática expandiu-se e diversificou-se radicalmente, incluindo "propaganda real, batalhas filosóficas e reflexões críticas sobre as instituições sociais e políticas do Antigo Regime". Também eram discutidos tópicos de controvérsia pública, como as teorias de Newton e Descartes, o tráfico de escravos, a educação das mulheres e a justiça em França.

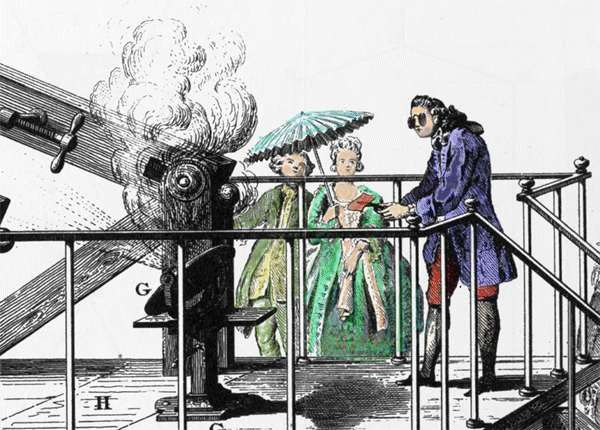
Antoine Lavoisier conduzindo um experimento relacionado à combustão gerada pela luz solar amplificada

Na Inglaterra, a Royal Society de Londres desempenhou um papel significativo na esfera pública e na disseminação das ideias do Iluminismo. Foi fundada por um grupo de cientistas independentes e recebeu uma carta real em 1662 e desempenhou um papel importante na difusão da filosofia experimental de Robert Boyle pela Europa e atuou como uma câmara de compensação para correspondência e troca intelectual. Boyle foi "um fundador do mundo experimental no qual os cientistas agora vivem e operam" e seu método baseava o conhecimento na experimentação, que precisava ser testemunhada para fornecer legitimidade empírica adequada. Foi aqui que a Royal Society entrou em cena: testemunhar tinha de ser um “ato colectivo” e as salas de assembleia da Royal Society eram locais ideais para manifestações relativamente públicas. No entanto, nem toda testemunha era considerada credível: "Os professores de Oxford eram considerados testemunhas mais confiáveis do que os camponeses de Oxfordshire". Dois fatores eram levados em consideração: o conhecimento da testemunha na área e a "constituição moral" da testemunha. Em outras palavras, apenas a sociedade civil era considerada para o público de Boyle.

### Cafés
Os cafés foram especialmente importantes para a disseminação do conhecimento durante o Iluminismo porque criaram um ambiente único no qual pessoas de diferentes estilos de vida se reuniam e compartilhavam ideias. Eles eram frequentemente criticados por nobres que temiam a possibilidade de um ambiente no qual a classe e os títulos e privilégios que a acompanhavam fossem desconsiderados. Tal ambiente era especialmente intimidador para os monarcas, que obtinham muito de seu poder da disparidade entre as classes sociais. Se as diferentes classes se unissem sob a influência do pensamento iluminista, elas poderiam reconhecer a opressão e os abusos abrangentes de seus monarcas e, devido ao número de seus membros, poderiam se revoltar com sucesso. Os monarcas também se ressentiam da ideia de seus súditos se reunirem para discutir questões políticas, especialmente questões de relações exteriores. Os governantes pensavam que os assuntos políticos eram da sua exclusiva responsabilidade, resultado do seu direito divino de governar.
O Café Procope foi fundado em Paris em 1686 e, na década de 1720, havia cerca de 400 cafés na cidade. O Café Procope, em particular, tornou-se um centro do Iluminismo, recebendo celebridades como Voltaire e Rousseau. O Café Procope foi onde Diderot e D'Alembert decidiram criar a Encyclopédie. Os cafés eram um dos vários "centros nervosos" de rumores, barulhos públicos ou boatos, que eram supostamente uma fonte de informação muito melhor do que os jornais disponíveis na época.

### Sociedades de debate
As sociedades de debate são um exemplo da esfera pública durante o Iluminismo. As sociedades de debate discutiram uma gama extremamente ampla de tópicos. Antes do Iluminismo, a maioria dos debates intelectuais girava em torno de questões "confessionais" — isto é, católicas, luteranas, reformadas (calvinistas) ou anglicanas — debatidas principalmente para estabelecer qual bloco de fé deveria ter o "monopólio da verdade e um título de autoridade dado por Deus". Após o Iluminismo, tudo o que antes estava enraizado na tradição foi questionado e frequentemente substituído por novos conceitos. Após a segunda metade do século XVII e durante o século XVIII, iniciou-se um “processo geral de racionalização e secularização” e as disputas confessionais foram reduzidas a um estatuto secundário em favor da “crescente disputa entre a fé e a incredulidade”.

### Lojas maçônicas

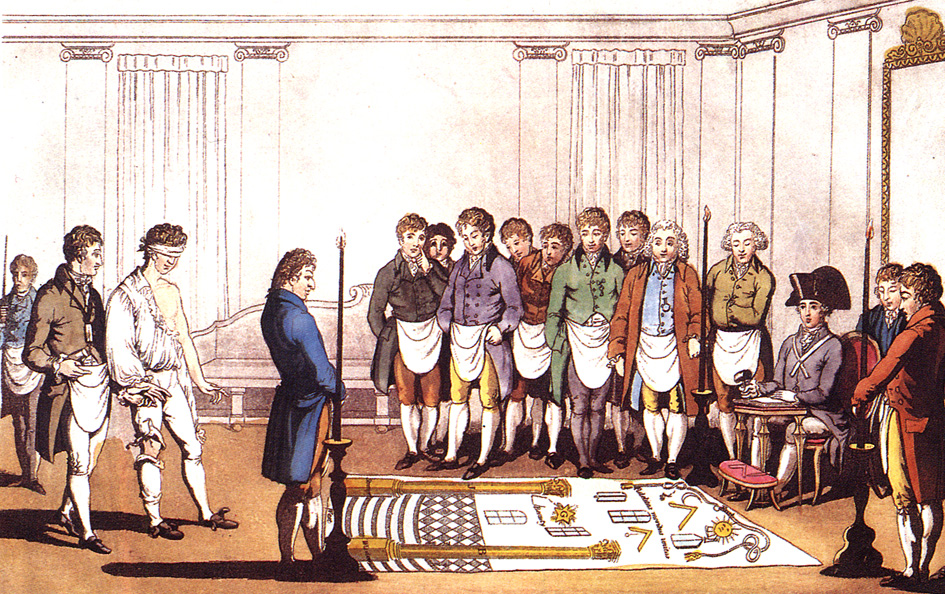
Cerimônia de iniciação maçônica

Os historiadores têm debatido até que ponto a rede secreta da maçonaria foi um fator principal no Iluminismo. Os líderes iluministas incluíam maçons como Diderot, Montesquieu, Voltaire, Lessing, Pope, Horace Walpole, Robert Walpole, Mozart, Goethe, Frederico, o Grande, Benjamin Franklin e George Washington. Norman Davies disse que a maçonaria foi uma força poderosa em prol do liberalismo na Europa, de 1700 até o século XX. Ela se expandiu durante o Iluminismo, alcançando praticamente todos os países europeus. Era especialmente atraente para aristocratas e políticos poderosos, bem como para intelectuais, artistas e ativistas políticos.
Durante o Iluminismo, os maçons formavam uma rede internacional de homens com ideias semelhantes, muitas vezes se reunindo em segredo em programas ritualísticos em suas lojas. Eles promoveram os ideais do Iluminismo e ajudaram a difundir esses valores pela Grã-Bretanha, França e outros lugares. A maçonaria, como um credo sistemático com seus próprios mitos, valores e rituais, originou-se na Escócia c. 1600 e se espalhou para a Inglaterra e depois pelo continente no século XVIII. Eles promoveram novos códigos de conduta — incluindo uma compreensão comunitária da liberdade e igualdade herdada da sociabilidade das guildas — "liberdade, fraternidade e igualdade". Soldados escoceses e escoceses jacobitas trouxeram para o continente ideais de fraternidade, que refletiam não o sistema local de costumes escoceses, mas as instituições e ideais originários da Revolução Inglesa contra o absolutismo real. A maçonaria era particularmente prevalente na França - em 1789, havia talvez cerca de 100 mil maçons franceses, tornando a maçonaria a mais popular de todas as associações do Iluminismo. Os maçons demonstraram paixão pelo segredo e criaram novos graus e cerimônias. Sociedades semelhantes, imitando parcialmente a maçonaria, surgiram na França, Alemanha, Suécia e Rússia. Um exemplo foi o dos Illuminati, fundado na Baviera em 1776, que foi copiado dos maçons, mas nunca fez parte do movimento. O próprio nome pode ser traduzido como " iluminado ", escolhido para refletir sua intenção original de promover os valores do movimento. Os Illuminati eram um grupo abertamente político, o que a maioria das lojas maçônicas decididamente não eram.
As lojas maçônicas criaram um modelo privado para assuntos públicos. Eles "reconstituíram a política e estabeleceram uma forma constitucional de autogoverno, completa com constituições e leis, eleições e representantes". Em outras palavras, a microssociedade criada dentro das lojas constituía um modelo normativo para a sociedade como um todo. Isso era especialmente verdadeiro no continente europeu: quando as primeiras lojas começaram a aparecer na década de 1730, sua personificação dos valores britânicos era frequentemente vista como ameaçadora pelas autoridades estatais. Por exemplo, a loja parisiense que se reuniu em meados da década de 1720 era composta por exilados jacobitas ingleses. Além disso, os maçons de toda a Europa se vincularam explicitamente ao Iluminismo como um todo. Por exemplo, nas lojas francesas a frase "Como meio de ser iluminado, procuro os iluminados" fazia parte dos ritos de iniciação. As lojas britânicas atribuíram a si mesmas o dever de "iniciar os não iluminados". Isso não necessariamente vinculava as lojas aos irreligiosos, mas também não as excluía da heresia ocasional. Na verdade, muitas lojas elogiaram o Grande Arquiteto, a terminologia maçônica para o ser divino deísta que criou um universo cientificamente ordenado.
O historiador alemão Reinhart Koselleck afirmou: "No continente, havia duas estruturas sociais que deixaram uma marca decisiva na Era do Iluminismo: a República das Letras e as lojas maçônicas." O professor escocês Thomas Munck argumenta que "embora os maçons tenham promovido contatos internacionais e intersociais que eram essencialmente não religiosos e amplamente de acordo com os valores iluminados, eles dificilmente podem ser descritos como uma grande rede radical ou reformista por direito próprio." Muitos dos valores dos maçons pareciam apelar muito aos valores e pensadores do Iluminismo. Diderot discute a ligação entre os ideais da Maçonaria e o Iluminismo no Sonho de D'Alembert, explorando a Maçonaria como uma forma de espalhar as crenças do Iluminismo. A historiadora Margaret Jacob sublinha a importância dos maçons na inspiração indireta do pensamento político esclarecido. No lado negativo, Daniel Roche contesta as alegações de que a maçonaria promovia o igualitarismo e argumenta que as lojas só atraíam homens de origens sociais semelhantes. A presença de mulheres nobres nas “lojas de adopção” francesas que se formaram na década de 1780 deveu-se em grande parte aos laços estreitos partilhados entre essas lojas e a sociedade aristocrática.
O principal oponente da naçonaria era a Igreja Católica, portanto, em países com um grande elemento católico, como França, Itália, Espanha e México, grande parte da ferocidade das batalhas políticas envolve o confronto entre o que Davies chama de Igreja reacionária e a maçonaria esclarecida. Mesmo na França, os maçons não agiam como um grupo. Os historiadores americanos, embora notem que Benjamin Franklin e George Washington eram de facto maçons activos, minimizaram a importância da Maçonaria na causa da Revolução Americana porque a ordem maçónica não era política e incluía tanto os patriotas como os seus inimigos, os legalistas.